# Novak Đoković
  Novak Đoković  (Serbian (Cyrillic script): Новак Ђоковић)  (Belgrad, 22 de maig de 1987) és un tennista professional serbi, número 1 del rànquing individual a final dels anys 2011, 2012, 2014, 2015, 2018, 2020, 2021 i 2023. Considerat un dels millors tennistes de tots els temps i especialment de l'Era Open, ja que va dominar la meitat de la dècada del 2010, va completar el Career Grand Slam després de guanyar els quatre torneigs de Grand Slam almenys tres vegades cadascun, fou el primer tennista en completar el Golden Masters (tots els torneigs Masters i a més dues vegades cadascun també), i el tennista que va ocupar el primer lloc del rànquing durant més setmanes.
Després de diversos anys a l'ombra de Roger Federer i Rafael Nadal, va arribar al capdamunt del rànquing individual masculí gràcies a una temporada espectacular l'any 2011, on va guanyar tres títols de Grand Slam (excepte el Roland Garros) i diversos Masters. En el seu palmarès destaquen 24 títols de Grand Slam (rècord absolut en l'Obert d'Austràlia amb 10 victòries), 40 Masters 1000 i la medalla de bronze en els Jocs Olímpics de Pequín de 2008 en categoria individual. També ha guanyat en set ocasions el ATP World Tour Finals (rècord absolut), l'únic tennista a guanyar-ne quatre de consecutius. També fou el tennista més jove de l'Era Open a arribar a les semifinals dels quatre Grand Slams. Els anys 2011 i 2015 va guanyar tres títols de Grand Slam, i en el darrer cas, també va disputar la final de l'únic que no va guanyar. Finalment va completar el Grand Slam després de guanyar el Roland Garros el 2016. En el 2018 va esdevenir el primer tennista en completar el Golden Masters, és a dir, va guanyar tots els torneigs de categoria Masters del circuit, fita que va repetir l'any 2020. L'any 2010 va guiar el seu país a la consecució de la Copa Davis. És el tennista amb més títols en torneigs de categoria Masters.
És Ambaixador de Generositat d'UNICEF pel seu país. Ha estat guardonat amb els premi Laureus World Sports Award for Sportsman of the Year (2012 i 2015), i també amb l'Orde de Sant Sava, Orde de l'Estrella de Karađorđe i Orde de la República Sèrbia.

## Biografia
Fill de Srdan i Dijana, i té dos germans més petits, Marko i Djordje, que també són tennistes. Va néixer a Belgrad quan formava part de la República Socialista de Sèrbia, i actualment a Sèrbia.
L'any 2005 va iniciar una relació amorosa amb Jelena Ristić i van traslladar la seva residència a Montecarlo. La parella va contraure matrimoni el 10 de juliol de 2014 al luxós balneari Sveti Stefan de Montenegro. El 21 d'octubre de 2014 va néixer el primer fill de la parella, de nom Stefan, mentre que la seva filla Tara va néixer el setembre 2017.
Va començar a jugar a tennis amb quatre anys, i dos després fou descobert per la llegenda de tennis iugoslava Jelena Genčić i va començar a entrenar-lo, com havia fet anteriorment amb Monica Seles. Després de sis anys d'entrenaments i la seva ràpida evolució, Genčić va contactar amb Nikola Pilić perquè l'admetés a la seva acadèmia de tennis situada a Oberschleißheim, Alemanya, ja que era la millor opció pel seu futur. Ja amb catorze anys va començar la seva carrera internacional guanyant torneigs en individual, dobles i per equips. Des de 2006 és entrenat per l'extennista eslovac Marián Vajda fins al desembre de 2013, que fou substituït per l'extennista Boris Becker.
És conegut pel seu sentit de l'humor i les grans imitacions que fa d'altres jugadors, molts dels quals són amics seus. Aquesta qualitat es fer va famosa durant la celebració de la victòria sobre Carles Moyà en els quarts de final del US Open 2007, on va entretenir el públic amb imitacions de Rafael Nadal i Maria Xaràpova. Després de jugar un partit d'exhibició contra John McEnroe, fou rebatejat amb el sobrenom de "Djoker", un híbrid entre el seu cognom i la paraula anglesa "joker" (en català, bromista).
Li agrada aprendre idiomes i parla serbi, anglès, francès, alemany i italià. És gran aficionat de futbol i seguidor dels equips Estrella Roja de Belgrad, AC Milan i SL Benfica.
És membre de l'Església Ortodoxa Sèrbia, i el Patriarca Irineu de Sèrbia el va condecorar amb l'Orde de Sant Sava, la màxima condecoració d'aquesta església, per les seves contribucions en monestirs d'aquesta església a la regió de Kosovo i Metohija.

## Torneigs de Grand Slam

### Individual: 37 (24−13)
| Resultat  | Núm. | Any  | Torneig                | Oponent               | Marcador                           |
| --------- | ---- | ---- | ---------------------- | --------------------- | ---------------------------------- |
| Finalista | 1.   | 2007 | US Open                | Roger Federer         | 6−7(4), 6−7(2), 4−6                |
| Guanyador | 1.   | 2008 | Obert d'Austràlia      | Jo-Wilfried Tsonga    | 4−6, 6−4, 6−3, 7−6(2)              |
| Finalista | 2.   | 2010 | US Open (2)            | Rafael Nadal          | 4–6, 7–5, 4–6, 2–6                 |
| Guanyador | 2.   | 2011 | Obert d'Austràlia (2)  | Andy Murray           | 6−4, 6−2, 6−3                      |
| Guanyador | 3.   | 2011 | Wimbledon              | Rafael Nadal          | 6−4, 6−1, 1−6, 6−3                 |
| Guanyador | 4.   | 2011 | US Open                | Rafael Nadal          | 6−2, 6−4, 6−7(3), 6−1              |
| Guanyador | 5.   | 2012 | Obert d'Austràlia (3)  | Rafael Nadal          | 5−7, 6−4, 6−2, 6−7(5), 7−5         |
| Finalista | 3.   | 2012 | Roland Garros          | Rafael Nadal          | 4−6, 3−6, 6−2, 5−7                 |
| Finalista | 4.   | 2012 | US Open (3)            | Andy Murray           | 6−7(10), 5−7, 6−2, 6−3, 2−6        |
| Guanyador | 6.   | 2013 | Obert d'Austràlia (4)  | Andy Murray           | 6−7(2), 7−6(3), 6−3, 6−2           |
| Finalista | 5.   | 2013 | Wimbledon              | Andy Murray           | 4−6, 5−7, 4−6                      |
| Finalista | 6.   | 2013 | US Open (4)            | Rafael Nadal          | 2−6, 6−3, 4−6, 1−6                 |
| Finalista | 7.   | 2014 | Roland Garros (2)      | Rafael Nadal          | 6−3, 5−7, 2−6, 4−6                 |
| Guanyador | 7.   | 2014 | Wimbledon (2)          | Roger Federer         | 6−7(7), 6−4, 7−6(4), 5−7, 6−4      |
| Guanyador | 8.   | 2015 | Obert d'Austràlia (5)  | Andy Murray           | 7−6(5), 6−7(4), 6−3, 6−0           |
| Finalista | 8.   | 2015 | Roland Garros (3)      | Stan Wawrinka         | 6−4, 4−6, 3−6, 4−6                 |
| Guanyador | 9.   | 2015 | Wimbledon (3)          | Roger Federer         | 7−6(1), 6−7(10), 6−4, 6−3          |
| Guanyador | 10.  | 2015 | US Open (2)            | Roger Federer         | 6−4, 5−7, 6−4, 6−4                 |
| Guanyador | 11.  | 2016 | Obert d'Austràlia (6)  | Andy Murray           | 6−1, 7−5, 7−6(3)                   |
| Guanyador | 12.  | 2016 | Roland Garros          | Andy Murray           | 3−6, 6−1, 6−2, 6−4                 |
| Finalista | 9.   | 2016 | US Open (5)            | Stan Wawrinka         | 7−6(1), 4−6, 5−7, 3−6              |
| Guanyador | 13.  | 2018 | Wimbledon (4)          | Kevin Anderson        | 6−2, 6−2, 7−6(3)                   |
| Guanyador | 14.  | 2018 | US Open (3)            | Juan Martín del Potro | 6−3, 7−6(4), 6−3                   |
| Guanyador | 15.  | 2019 | Obert d'Austràlia (7)  | Rafael Nadal          | 6−3, 6−2, 6−3                      |
| Guanyador | 16.  | 2019 | Wimbledon (5)          | Roger Federer         | 7−6(5), 1−6, 7−6(4), 4−6, 13−12(3) |
| Guanyador | 17.  | 2020 | Obert d'Austràlia (8)  | Dominic Thiem         | 6−4, 4−6, 2−6, 6−3, 6−4            |
| Finalista | 10.  | 2020 | Roland Garros (4)      | Rafael Nadal          | 0−6, 2−6, 5−7                      |
| Guanyador | 18.  | 2021 | Obert d'Austràlia (9)  | Daniïl Medvédev       | 7−5, 6−2, 6−2                      |
| Guanyador | 19   | 2021 | Roland Garros (2)      | Stéfanos Tsitsipàs    | 6−7(6), 2−6, 6−3, 6−2, 6−4         |
| Guanyador | 20.  | 2021 | Wimbledon (6)          | Matteo Berrettini     | 6−7(4), 6−4, 6−4, 6−3              |
| Finalista | 11.  | 2021 | US Open (6)            | Daniïl Medvédev       | 4−6, 4−6, 4−6                      |
| Guanyador | 21.  | 2022 | Wimbledon (7)          | Nick Kyrgios          | 4−6, 6−3, 6−4, 7−6(3)              |
| Guanyador | 22.  | 2023 | Obert d'Austràlia (10) | Stéfanos Tsitsipàs    | 6−3, 7−6(4), 7−6(5)                |
| Guanyador | 23.  | 2023 | Roland Garros (3)      | Casper Ruud           | 7−6(1), 6−3, 7−5                   |
| Finalista | 12.  | 2023 | Wimbledon (2)          | Carlos Alcaraz        | 6−1, 6−7(6), 1−6, 6−3, 4−6         |
| Guanyador | 24.  | 2023 | US Open                | Daniïl Medvédev       | 6−3, 7−6(5), 6−3                   |
| Finalista | 13.  | 2024 | Wimbledon (3)          | Carlos Alcaraz        | 2−6, 2−6, 6−7(4)                   |

## Jocs Olímpics

### Individual
| Resultat | Any  | Campionat                          | Superfície   | Oponent               | Marcador         |
| -------- | ---- | ---------------------------------- | ------------ | --------------------- | ---------------- |
| Bronze   | 2008 | Jocs Olímpics, Pequín, Xina        | Dura         | James Blake           | 6−3, 7−6(4)      |
| 4t lloc  | 2012 | Jocs Olímpics, Londres, Regne Unit | Gespa        | Juan Martín del Potro | 5−7, 4−6         |
| 4t lloc  | 2020 | Jocs Olímpics, Tòquio, Japó        | Dura         | Pablo Carreño Busta   | 4−6, 7−6(6), 3−6 |
| Or       | 2024 | Jocs Olímpics, París, França       | Terra batuda | Carlos Alcaraz        | 7−6(3), 7−6(2)   |

### Dobles mixts
| Resultat | Any  | Campionat                   | Superfície | Parella         | Oponents                  | Marcador |
| -------- | ---- | --------------------------- | ---------- | --------------- | ------------------------- | -------- |
| 4t lloc  | 2020 | Jocs Olímpics, Tòquio, Japó | Dura       | Nina Stojanović | Ashleigh Barty John Peers | Renúncia |

## Carrera esportiva

### Inicis (2003−2006)
L'any 2003 va esdevenir professional i va participar en diversos torneigs dels circuits Futures i Challenger. Fins al 2005 va guanyar sis títols, tres de cada categoria. El 2004 fou convidat a participar en el torneig d'Umag, on va perdre davant Filippo Volandri. La temporada següent va superar la qualificació per entrar a l'Open d'Austràlia, però en el primer partit del quadre principal fou superat per Marat Safin, que finalment en fou el vencedor.
Després de traslladar-se junt a la seva família al Regne Unit, durant el 2006 va arribar a quarts de final de Roland Garros i a quarta ronda a Wimbledon, aconseguint així entrar al Top 40 del rànquing mundial. Tres setmanes després va aconseguir el seu primer títol individual a Amersfoort sense perdre un sol set i derrotant a Nicolás Massú en la final. Abans de finalitzar la temporada també va guanyar a Metz i va entrar al grup del millors 20 tennistes.

### Top 3 (2007−2010)

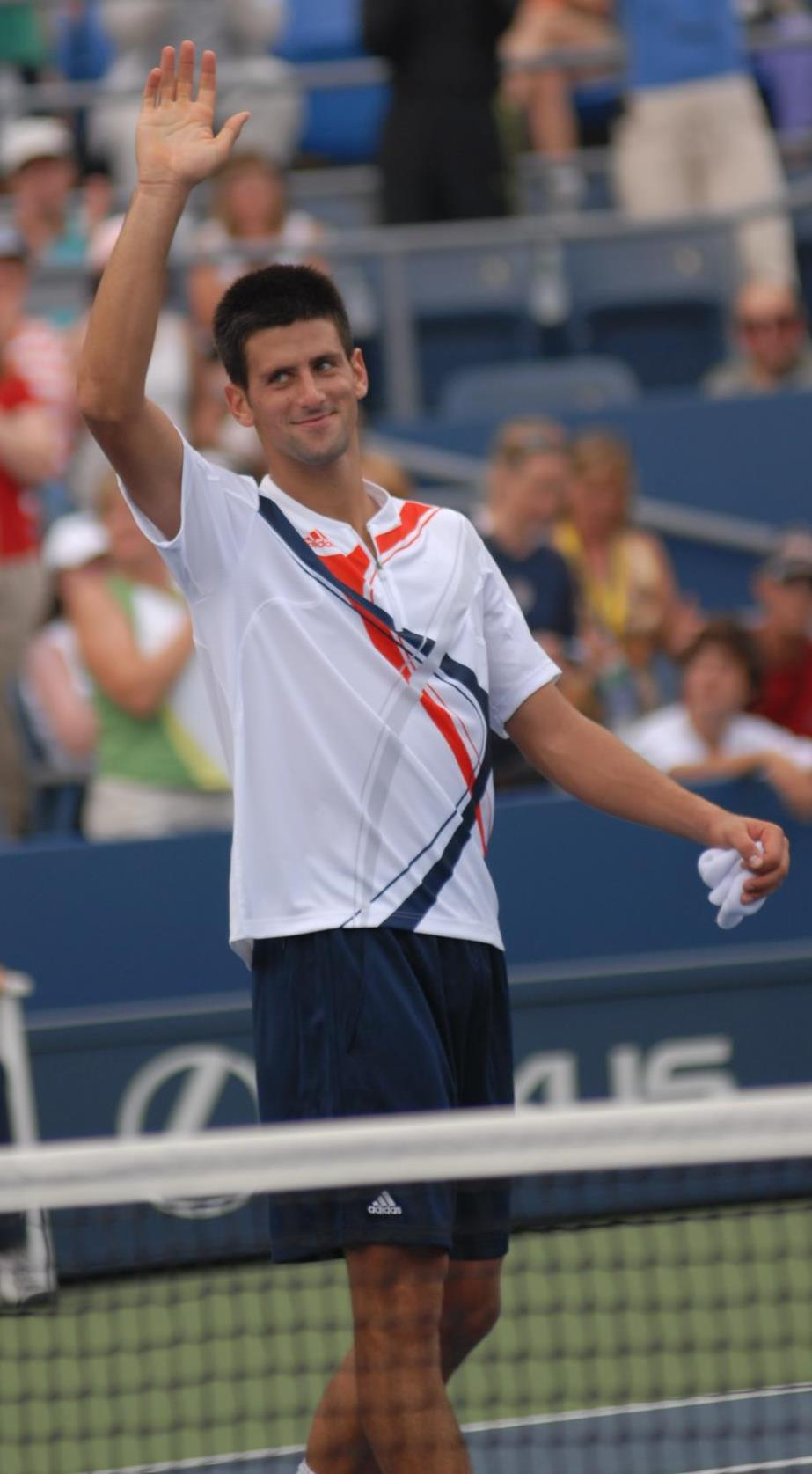
Đoković al US Open (2007)

La temporada 2007 va començar de forma excel·lent amb el títol d'Adelaida vencent a Chris Guccione en la final. Malgrat no superar la quarta ronda a l'Open d'Austràlia perquè fou superat per Roger Federer, que també en fou el campió, seguidament fou finalista al Masters d'Indian Wells i el vencedor al Masters de Miami. En la primera fou superat per Rafael Nadal, però en el segon el va guanyar a quarts de final i va véncer a Guillermo Cañas en la final. Aquests resultats li van permetre entrar al Top 10 del rànquing per primera ocasió en la seva carrera. Seguidament va contribuir a fer que el seu país lluités per formar part del Grup Mundial de la Copa Davis en l'eliminatòria contra Geòrgia. De ple en la temporada sobre terra batuda, arribà a la tercera ronda al Masters de Montecarlo i fou vencedor a Estoril derrotant a Richard Gasquet. Als Masters Roma i Hamburg arribà a quarts de final en ser superats per Nadal i Carles Moyà respectivament. Al Roland Garros aconseguí arribar a la primera semifinal d'un Grand Slam, però fou superat novament per Nadal, invencible en aquell moment sobre terra batuda. A Wimbledon va encadenar una nova semifinal, però després d'un duríssim partit de quarts de final contra Markos Bagdatís, es va retirar a semifinals davant Nadal per problemes a l'esquena i als peus. No va tardar gaire temps a recuperar-se i va disputar el Masters del Canadà amb un èxit rotund. Pel camí va superar els tres primers classificats del rànquing mundial, Andy Roddick, Rafael Nadal i Roger Federer, fita que no s'aconseguia des de 1994, obra de l'alemany Boris Becker. Això no obstant, al Masters de Cincinnati no va superar la segona ronda, superat per Moyà. Fou finalista al US Open, la seva primera final d'un Grand Slam. En la final disposà de diversos punts de set en els dos primers però Federer, número 1 del rànquing, el va superar en tres sets. Durant la disputa del torneig va esdevenir el tennista favorit del públic per les imitacions de Nadal, Roddick o Maria Xaràpova. Posteriorment va guanyar a Viena el seu cinquè títol derrotant Stanislas Wawrinka i es va assegurar finalitzar l'any en el tercer lloc del rànquing mundial. En la primera participació en la Copa Masters no va poder superar la ronda inicial. Fou guardonat com a millor atleta serbi i el Comitè Olímpic de Sèrbia el va declarar com a millor atleta.

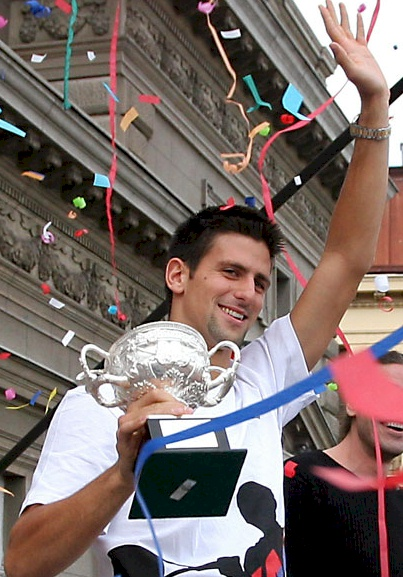
Đoković celebrant el títol de l'Open d'Austràlia 2008 a Belgrad

La temporada 2008 va començar amb la disputa de la Copa Hopman junt a la seva compatriota i número 3 del rànquing femení, Jelena Janković. Van arribar a la final com a primers caps de sèrie però van perdre davant la parella estatunidenca formada per Serena Williams i Mardy Fish. Seguint la seva evolució en els grans torneigs, a l'Open d'Austràlia va arribar a la final sense perdre un sol set i inclosa la victòria davant Federer, defensor del títol. En arribar a semifinals, Đoković va esdevenir el jugador més jove de l'Era Open en disputar les semifinals dels quatre Grand Slams. A la final va superar el francès Jo-Wilfried Tsonga en quatre sets i va aconseguir el seu primer títol de Grand Slam. Cal destacar el fet que aquest títol trencava el duopoli en els Grand Slams que mantenien Federer i Nadal des de l'Open d'Austràlia 2005. Després de perdre a semifinals de Dubai, va aconseguir dos títols més als Masters d'Indian Wells i Roma, superant a Fish i Wawrinka en les finals. Posteriorment va perdre a les semifinals d'Hamburg i de Roland Garros davant Nadal. Sobre gespa, fou finalista Queen's coincidint novament amb Nadal i també perdent. A Wimbledon va caure sobtadament a segona ronda davant Safin. A Toronto no va poder defensar el títol perdent a quarts de final Andy Murray, mentre que a Cincinnati fou finalista guanyant Nadal a semifinals però perdent novament contra Murray. A l'estiu va disputar els seus primers Jocs Olímpics a Pequín defensant Sèrbia en categoria individual i dobles junt a Nenad Zimonjić. En dobles van entrar al quadre com a segons caps de sèrie però foren derrotats en primera ronda per la parella txeca formada per Martin Damm i Pavel Vízner. En categoria individual fou vençut per l'espanyol Rafael Nadal en les semifinals, però després va superar l'estatunidenc James Blake aconseguint la medalla de bronze. En el US Open, Đoković va patir diverses problemes físics que van provocar moltes parades en els partits i les queixes d'alguns dels seus rivals. Finalment va perdre a semifinals davant Federer en la repetició de la final de l'edició anterior. En el darrer torneig de l'any, la Copa Masters va entrar al quadre com a segon cap de sèrie perquè Nadal va renunciar a participar-hi. En la fase inicial va guanyar els dos primers partits contra Juan Martín del Potro i Nikolai Davidenko, però va perdre el tercer davant Tsonga. A semifinals va superar Gilles Simon i en la final va derrotar novament Davidenko, aconseguint així la seva primera Copa Masters.

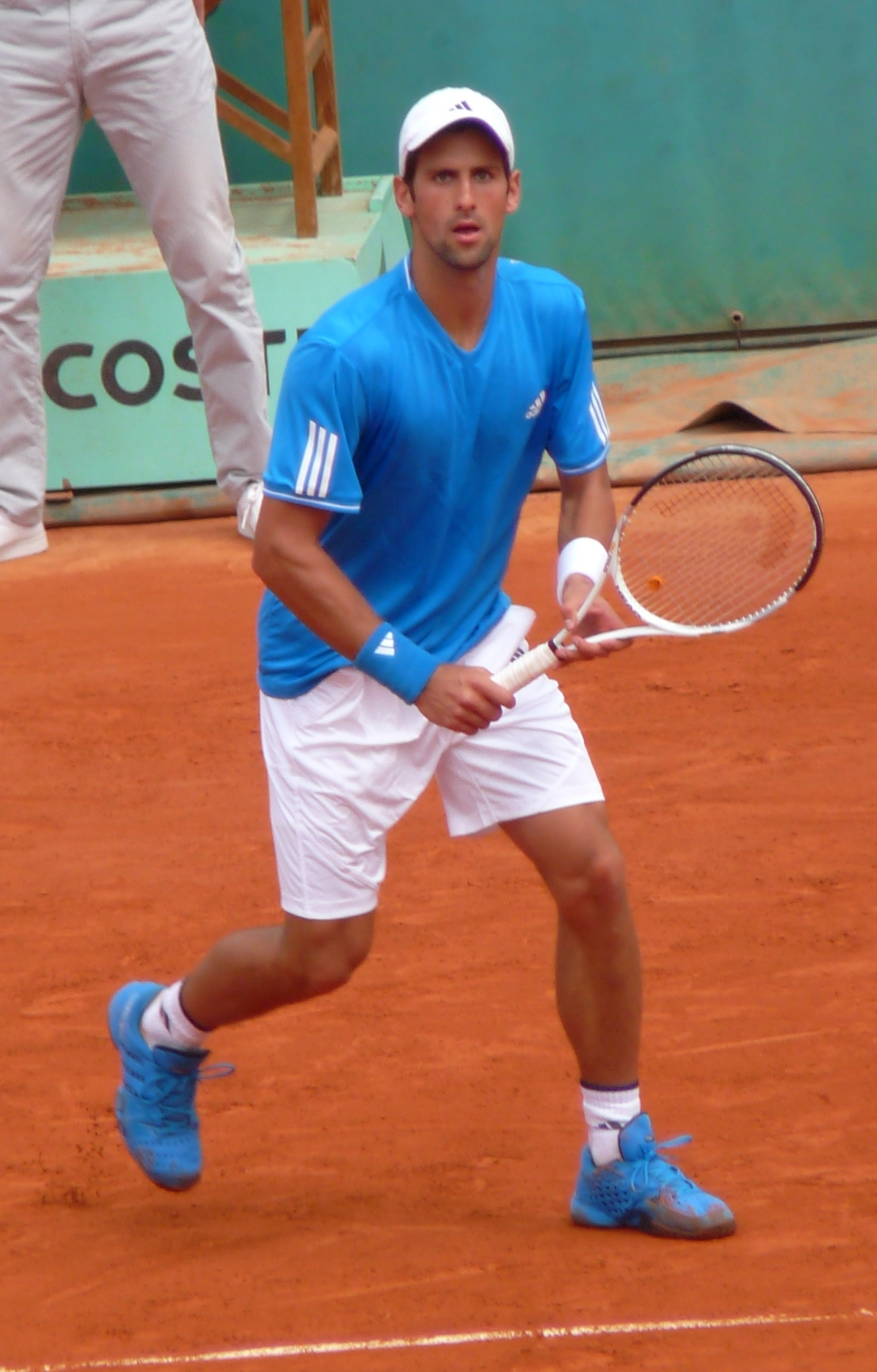
Đoković disputant el Rolang Garros (2009)

L'any 2009 va començar amb una derrota en el primer partit a Brisbane però va arribar a semifinals a Sydney, partit que si hagués guanyat li hagués permet pujar al número 2 del rànquing individual. A l'Open d'Austràlia no va aconseguir defensar el títol, ja que es va retirar a quarts de final davant Roddick per diversos problemes de salut a causa de la calor. Després de perdre a semifinals a Marsella, va aconseguir el seu dotzè títol a Dubai superant David Ferrer. A Indian Wells no va poder defensar el títol superat a quarts de final per Roddick novament, i a Miami arribà a la final però fou vençut per Murray. Sobre terra batuda, Đoković va assolir les finals dels Masters de Montecarlo i Roma, però en ambdós fou superat de Nadal. En el darrer defensava el títol i els punts perduts van provocar que baixés a la quarta plaça del rànquing individual, trencant així una sèrie de 91 setmanes consecutives en el podi. En el torneig del seu país, a Belgrad, va aconseguir el segon títol de l'any. Al Masters de Madrid va arribar a semifinals sense perdre cap set però novament fou superat per Nadal desaprofitant diverses punts de partit. Aquest enfrontament va superar les quatre hores de joc, superant el rècord del partit al màxim de tres sets més llarg de l'Era Open. Els bons resultats sobre terra batuda no es van veure reflectits en el Roland Garros, ja que va caure força aviat a tercera ronda davant Philipp Kohlschreiber. Seguidament disputà dos torneigs sobre gespa, a Halle i Wimbledon, i en ambdós fou eliminat per Tommy Haas a la final i a quarta ronda respestivament. En el Masters de Mont-real fou semifinalista caient contra Roddick i al de Cincinnati fou derrotat per Federer, número 1 del rànquing, en la final. A l'Open dels Estats Units arribà a semifinals perdent novament contra Federer en dur enfrontament. A Pequín aconseguí el tercer títol de la temporada superant Marin Čilić en la final i retornà al número 3 del rànquing. Al Masters de Xangai arribà semifinals superat Davidenko, que en fou el campió. A Basilea va aconseguir el quart títol de la temporada superant al tennista local i número 1 del rànquing, Roger Federer. Amb aquesta victòria aconseguí una marca de 15 victòries i cap derrota en torneigs de les Series 500. Seguidament també es va imposar en el darrer Masters de l'any, el de París, superant Nadal a semifinals i Gaël Monfils en la final. En una nova edició de la Copa Masters, on defensava el títol, va començar amb una victòria sobre Davidenko, però va perdre davant Robin Söderling, després d'haver-lo guanyat en les sis ocasions que s'havien enfrontat. Finalment va véncer a Nadal en el tercer partit de la fase inicial però no es va classificar per les semifinals a causa d'un percentatge de sets guanyats inferior a Davidenko i Soderling en l'empat per la primera posició. Per tercer any consecutiu va finalitzar la temporada en la tercera posició del rànquing mundial després d'haver disputat un total de 97 partits, el que més en va jugar en el circuit ATP World Tour, amb una marca final de 78 victòries i 19 derrotes. Va disputar un total de 10 finals erigint-se campió en la meitat.

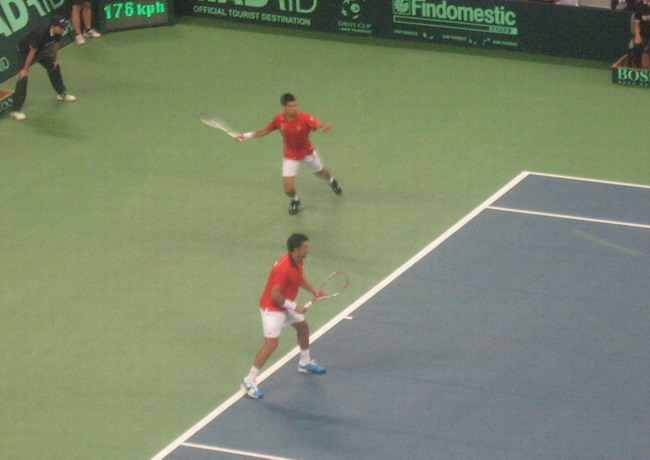
Nenad Zimonjic i Đoković disputant el partit de dobles en la Copa Davis (2010)

Amb la intenció de trencar definitivament el duopoli mantingut per Federer i Nadal en el rànquing mundial, va començar la temporada 2010 disputant diversos actes i partits d'exhibició com a preparació per l'Open d'Austràlia. Allà va pagar l'error de no disputar cap partit amb rivals d'entitat i va caure a quarts de final davant Tsonga. Malgrat la derrota, aquest resultat li va servir per pujar al número 2 del rànquing. A Rotterdam fou semifinalista després de perdre contra Mikhaïl Iujni, però es va prendre la revenja en la final de Dubai aconseguint el primer títol de l'any. També era la primera ocasió en que defensava amb èxit un títol aconseguit en l'edició anterior. Seguidament va formar part de l'equip serbi de Copa Davis per disputar la primera eliminatòria contra els Estats Units. Gràcies a les victòries individuals de Đoković contra Sam Querrey i John Isner, Sèrbia van superar per primer cop una eliminatòria del grup mundial. En el primer Masters de l'any, Indian Wells, va perdre prematurament a quarta ronda davant Ivan Ljubičić, que sorprenentment en fou el campió. A Miami encara fou pitjor, i en el partit de debut fou superat per Olivier Rochus. Ràpidament va anunciar que despatxava Todd Martin com a entrenador perquè havia empitjorat el seu nivell, especialment en l'efectivitat del seu servei, ja que li va fer canviar la seva tècnica. En el primer torneig sobre terra batuda, a Montecarlo arribà fins a les semifinals on va caure contra Fernando Verdasco, que fins llavors no l'havia guanyat en els cinc cops que havien coincidit. A Roma va caure novament contra Verdasco però ara a quarts de final. Đoković va explicar que recentment tenia problemes d'al·lergies que afectaven el seu rendiment a la pista. Al torneig del seu país, es va retirar a quarts de final i va anunciar que no es presentaria al Madrid per recuperar-se de la malaltia. Va tornar a temps per disputar el Roland Garros però fou superat per Jürgen Melzer a quarts de final en un partit polèmic. A Wimbledon va millorar arribant a semifinals però el vencé Tomáš Berdych fàcilment. A Toronto també fou semifinalista, superat per Federer. Curiosament va disputar també el torneig en dobles junt a Nadal, esdevenint la primera ocasió des de l'any 1976, quan Jimmy Connors i Arthur Ashe van formar parella de dobles sent els dos primers del rànquing. Malauradament van perdre en el primer partit contra la parella local formada per Milos Raonic i Vasek Pospisil a Cincinnati va seguir igual i va caure a quarts de final contra Roddick. Al US Open va estar molt a prop de perdre a primera ronda contra el seu compatriota Viktor Troicki. Després va superar sense problemes la resta de rondes fins a atènyer les semifinals per quarta ocasió consecutiva, on va tornar a coincidir amb Federer, que l'havia eliminat en totes elles (final 2007 i semifinals 2008 i 2009). Després de superar dues pilotes de partit, finalment el va poder véncer en cinc sets. Malauradament no va poder fer el mateix en la final, ja que va caure contra Nadal en quatre sets, alhora que completava el Grand Slam (campió en els quatre Grand Slams). La setmana següent va tornar a competir amb Sèrbia contra la República Txeca en les seminfinals de la Copa Davis i van guanyar per 3 a 2. Posteriorment va disputar el torneig de Pequín i va aconseguir defensar el títol amb èxit guanyant la final contra Ferrer. Va arribar a semifinals en el Masters de Xangai on va perdre contra Federer i finalment va disputar la Copa Masters. En el primer partit va superar Berdych però en el segon va perdre contra Nadal. Durant el transcurs d'aquest partit, Đoković va patir un problema amb les lents de contacte de l'ull dret. Finalment va véncer a Roddick i es va classificar per les semifinals. Allà va coincidir novament amb Federer que el va tornar a guanyar. Per acabar la temporada, va disputar la final de la Copa Davis contra França, on va guanyar els dos partits individuals que va disputar i que van permetre que Sèrbia guanyés la seva primera Copa Davis. Per quart any consecutiu, va acabar en tercera posició i fou guardonat amb el premi de millor esportista serbi de l'any pel comitè olímpic del seu país.

### Assalt al número 1 (2011−2013)

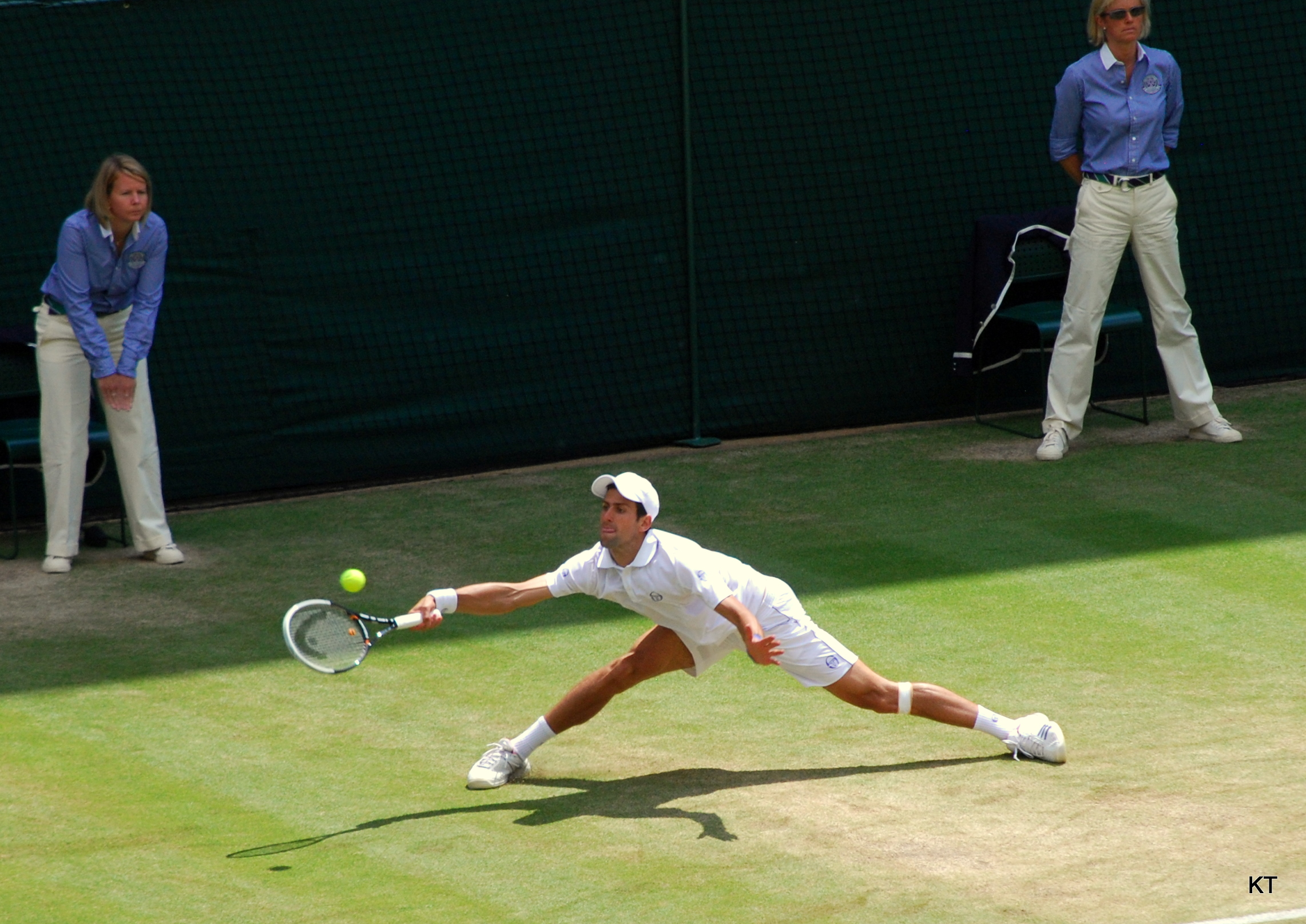
Đoković disputant el Torneig de Wimbledon (2011)

Junt a la seva compatriota Ana Ivanović, Đoković va iniciar la temporada disputant la Copa Hopman sense perdre cap partit individual. Després va entrar al primer Grand Slam de l'any com a tercer cap de sèrie. Va anar col·leccionant victòries fins a assolir les semifinals, allà va superar Federer, defensor del títol, en només tres sets, i llavors a la final va véncer a Murray també només en tres sets. Així aconseguia el tercer títol a Melbourne alhora el seu segon títol de Grand Slam. Seguidament va participar en el torneig de Dubai, on després de tornar a superar Federer en la final, va aconseguir el torneig en tres ocasions consecutives. En el primer Masters de la temporada, va tornar a véncer Federer a semifinals i Nadal en la final per imposar-se a Indian Wells. Va pujar a la segona posició del rànquing i va accedir al Miami com a segon cap de sèrie. Continuant amb el seu bon estat de forma, va encadenar la quarta final consecutiva perdent únicament divuit jocs pel camí. En la final es va imposar novament a Nadal després de més de tres hores i va allargar la seva ratxa de victòries consecutives a 26 sense cap derrota. A causa d'una lesió al genoll es va absentar al Masters de Montecarlo. Va encetar la temporada sobre terra batuda al torneig de casa a Belgrad. Cinquena final consecutiva de l'any i cinquena final guanyada, aquest cop superant Feliciano López. En el quart Masters de l'any, a Madrid també va disputar la final i va superar novament a Nadal, aquest cop en el seu país. A destacar que pel camí de la final, a tercera ronda, va superar Guillermo García-López sense perdre ni un sol punt en el primer servei, i també, que després de véncer a David Ferrer a quarts de final, Đoković superava la marca d'Ivan Lendl de 29 victòries consecutives des de l'inici de temporada. Aquesta ratxa va seguir ampliant-se en el Masters de Roma, va superar Murray a semifinals i novament a Nadal en la final. Nadal, número 1 i considerat el millor tennista sobre terra batuda, perdia la seva quarta final consecutiva contra Đoković durant el 2011. Va arribar al Roland Garros amb una ratxa de 37 victòries i cap derrota durant el 2011, i dues victòries més comptant el final de la temporada anterior. Sobre la terra batuda de París, es va trencar la ratxa de victòries a semifinals contra Federer en quatre sets. La marca final fou de 43 victòries consecutives, 41 de les quals durant el 2011. Aquesta derrota no va afectar el seu estat de forma excepcional i es va plantar a la final de Wimbledon per primera vegada en la seva carrera, i a més, això li assegurava començar la setmana següent com a número 1 del rànquing mundial. Đoković va seguir imparable i va derrotar novament Nadal en la final, la primera vegada que el superava en un Grand Slam, i el va destronar del lloc més alt del rànquing. El primer torneig al capdavant del rànquing el va disputar a Mont-real i en la final va derrotar Mardy Fish i va aconseguir el desè Masters de la seva carrera, el primer a guanyar-ne cinc en una mateixa temporada. En una nova final de Masters, ara a Cincinnati, Đoković també va assolir la final però va patir la segona derrota de l'any contra Murray quan es va retirar a causa d'una lesió d'espatlla i fatiga. Recuperat a temps per iniciar el US Open, va arribar a semifinals sense perdre cap set. Allà va disputar un enfrontament èpic contra Federer, superant dos sets inicials en contra i diversos punts de partit. En la final va desposseir novament a Nadal del títol després de guanyar-lo en quatre sets, aconseguint el seu primer US Open i coronant-se amb el tercer Grand Slam de la temporada, el sisè jugador de l'Era Open en aconseguir aquesta fita. Amb aquest títol es va assegurar finalitzar la temporada com a número 1 del rànquing individual. La setmana següent va disputar les semifinals de la Copa Davis contra argentina, però va decidir no disputar el primer partit individual per prevenció d'uns dolors a l'esquena. La seva participació fou necessària perquè l'eliminatòria estava en contra i va disputar el quart partit. Malauradament es va ressentir dels dolors, va perdre el primer set i va decidir abandonar, com a conseqüència, Sèrbia va perdre l'eliminatòria i no va poder defensar el títol. El desgast físic era evident i va preferir descansar durant unes setmanes per encarar en bones condicions el final de la temporada. Després de perdre's el Masters de Xangai, va tornar al circuit per disputar el torneig de Basilea, on va caure a semifinals enfront Kei Nishikori. Seguidament va disputar el Masters de París, però es va retirar a quarts de final. Per acabar la temporada, va disputar la Copa Masters per cinquena ocasió consecutiva. Va guanyar el primer partit contra Berdych, però va perdre els dos següents contra Ferrer i el seu compatriota Janko Tipsarević. Amb aquest resultat no va poder classificar-se a semifinals i va concloure la temporada amb setanta victòries i únicament sis derrotes.

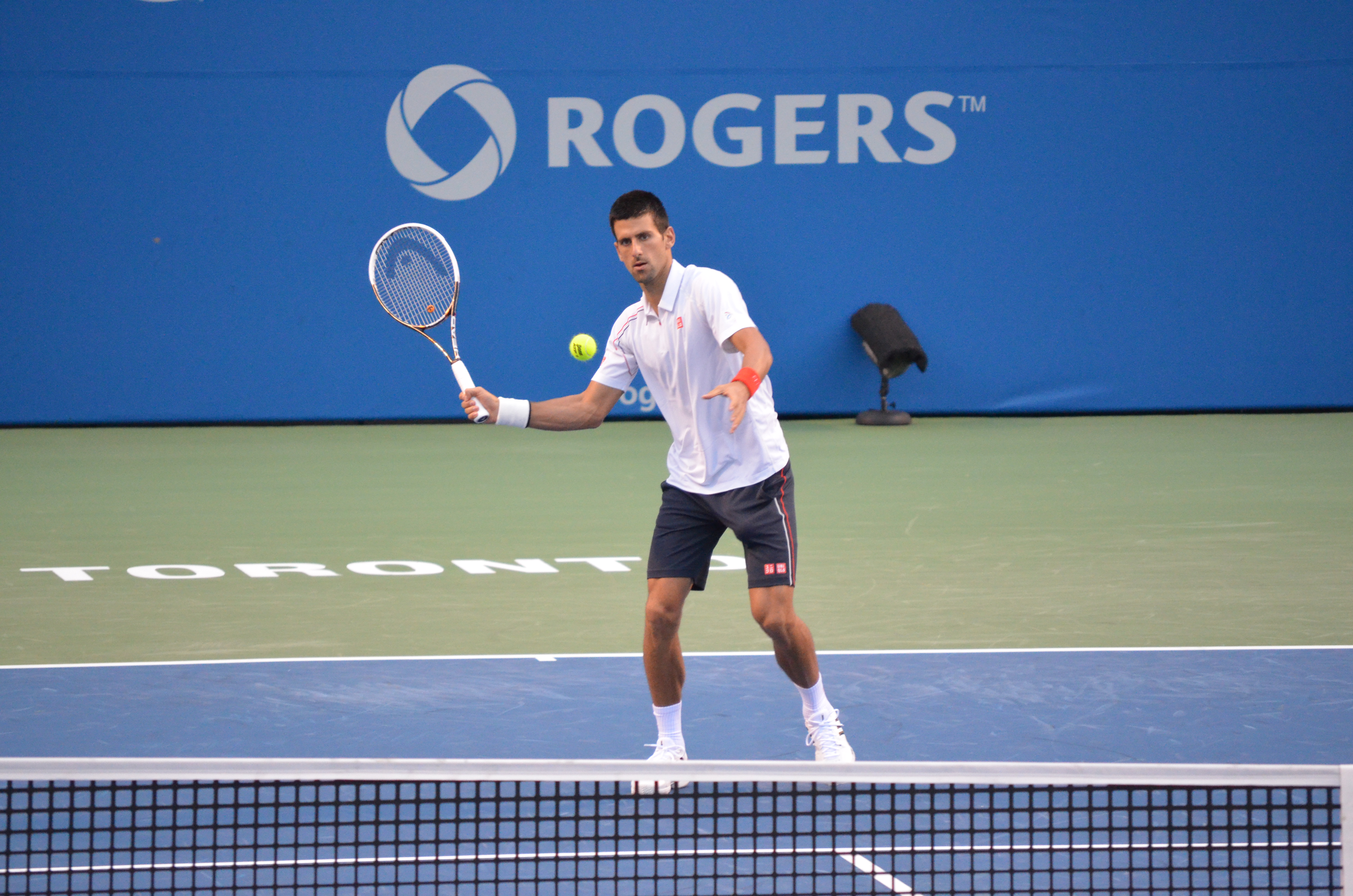
Đoković jugant a Toronto (2012)

El seu magnífic rendiment va continuar intacte amb una nova victòria a l'Open d'Austràlia. Després d'una dura semifinal a cinc sets contra Murray, va superar Nadal en la final també a cinc sets en 5 hores i 53 minuts, la final de Grand Slam més llarga en l'Era Open i també el partit més llarg de la història del torneig. A Indian Wells fou derrotat per Isner a semifinals però a Miami va defensar el títol amb èxit. A Montecarlo va disputar la final contra Nadal però no va poder evitar que aquest s'emportés el títol per vuitena ocasió consecutiva. El resultat fou el mateix en la final de Roma i Nadal va recuperar el títol. El seu rendiment sobre terra batuda va seguir millorant i va derrotar a Federer en les semifinals de Roland Garros classificant-se per disputar la seva primera final a París i aconseguint disputar les quatre finals de Grand Slam consecutivament i amb la possibilitat d'aconseguir els quatre títols també consecutivament, però Nadal va demostrar que continuava essent el rei sobre la terra batuda de París i va caure en quatre sets. Seguidament defensava el títol de Wimbledon però fou derrotat per Federer a semifinals. Poques setmanes després va perdre el número 1 del rànquing individual en favor de Federer. Posteriorment es van disputar els Jocs Olímpics de Londres en les mateixes instal·lacions de Wimbledon, prèviament, Đoković fou el portabandera per Sèrbia en la cerimònia d'inauguració dels Jocs. Va disputar els esdeveniments individual i dobles masculins fent parella amb Troicki. En dobles foren superats en primera ronda mentre que en el quadre individual va arribar a semifinals, on va perdre contra Murray. En la final de consolació també va caure contra Del Potro i es va quedar sense medalla olímpica. Seguidament va defensar el títol de Toronto cedint un únic set en tot el torneig, mentre que a Cincinnati fou derrotat en la final per Federer. Al US Open va disputar la seva tercera final consecutiva però va caure contra Murray. Va reeditar el títol de Pequín i també el de Xangai contra Tsonga i Murray respectivament. Đoković va recuperar el número 1 del rànquing i es va garantir aquesta posició fins a final d'any amb la renúncia de Federer de disputar el París. En l'ATP World Tour Finals que tancava la temporada, va superar la fase de grups amb tres victòries sobre Murray, Berdych i Tsonga, en semifinals Del Potro i a la final Federer. Va acabar la temporada amb un total de sis títols individuals, un Grand Slam, una Copa Màsters i tres títols Màsters, i un registre de 75 victòries i 12 derrotes.

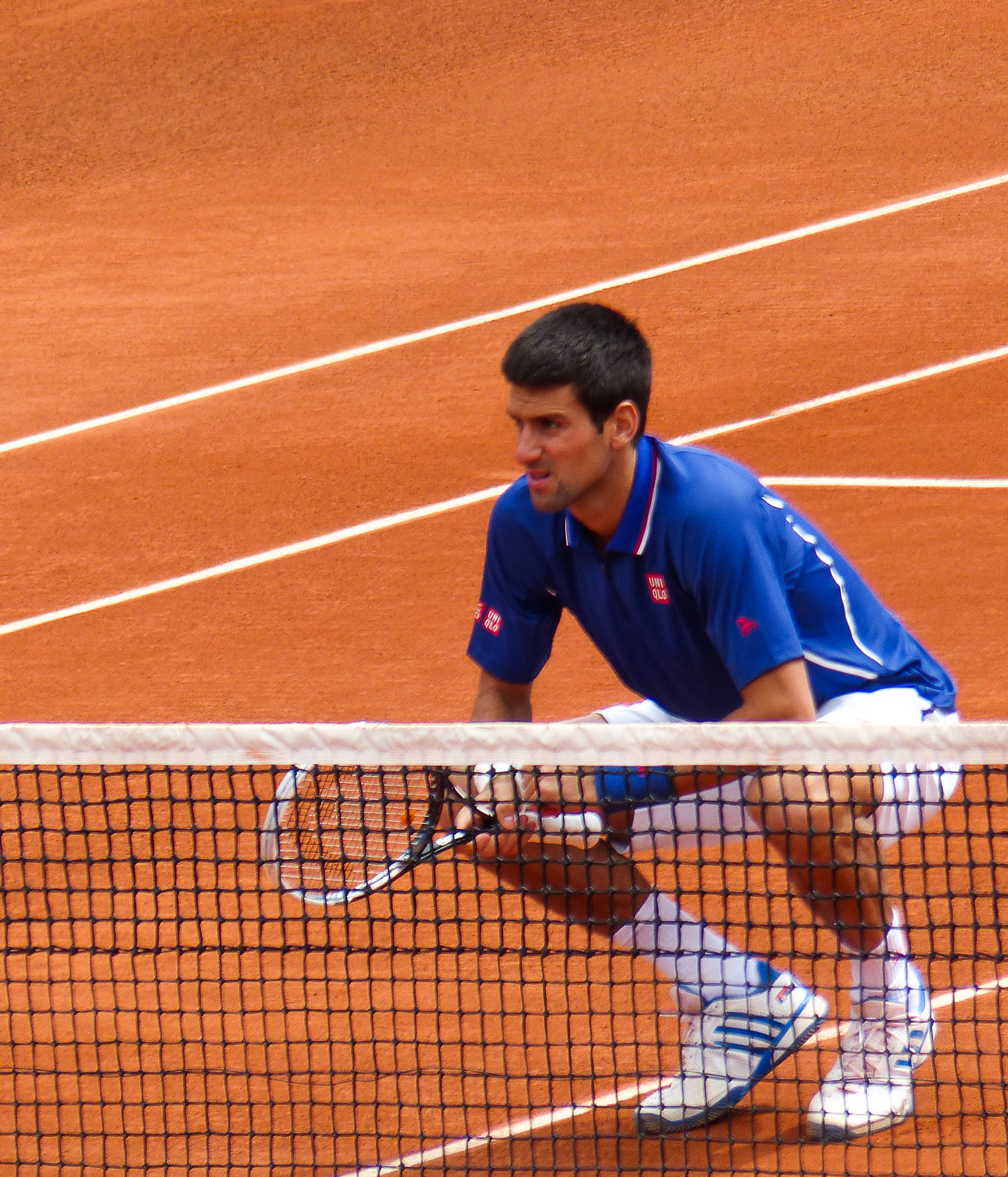
Đoković al Roland Garros (2013).

Va començar l'any disputant novament la Copa Hopman fent parella amb la seva compatriota Ivanović. Allà va guanyar tres dels quatre partits individuals que van disputar i quedaren finalistes en perdre davant l'equip espanyol. En l'Open d'Austràlia va encadenar el tercer títol consecutiu, primer tennista a aconseguir aquesta fita en l'Era Open, després de derrotar a Murray en la final. Camí de la final va haver de disputar un partit a cinc sets contra Wawrinka amb 12-10 al darrer set. A continuació va disputar la Copa Davis amb Sèrbia guanyant l'únic partit individual que va jugar contra Bèlgica. Després va disputar el torneig de Dubai guanyant-lo per quarta ocasió després de derrotar a Berdych en la final i on no va cedir cap set en tot el torneig. En el Masters d'Indian Wells fou derrotat a semifinals per Del Potro i a Miami per Haas tot just a quarta ronda. A continuació va disputar la següent ronda de la Copa Davis contra els Estats Units imposant-se en els dos partits individuals. A la primavera va disputar quatre torneigs sobre terra batuda, on destaca la seva primera victòria en el Masters de Montecarlo superant el principal favorit, Rafael Nadal, en la final. Malauradament fou sorprès a segona ronda a Madrid per Grígor Dimitrov i a quarts de final de Roma per Berdych. Al Roland Garros va intentar completar el Grand Slam però novament el va apartar Nadal després d'una semifinal èpica a cinc sets. Després de dues setmanes de descans es va plantar a la final de Wimbledon però va caure en mans de Murray després d'haver disputat la semifinal més llarga de la història de Wimbledon contra Del Potro. Va descansar un mes i va tornar a l'agost per disputar el Masters de Mont-real però va ser derrotat per Nadal a semifinals. Seguidament també va caure a quarts de final de Cincinnati davant Isner. A continuació es va disputar el US Open amb una nova final contra Nadal que el va tornar a superar. Aquesta va representar el seu 37è enfrontament directe entre els dos, un rècord en l'Era Open. Gràcies a la magnífica temporada que portava Nadal, aquest va entrar en la lluita directe pel número 1 del rànquing individual. Djokovic havia de defensar tots els punts possibles fins a final d'any per poder mantenir el ceptre, i va ser en aquest moment que va desplegar el seu millor tennis. Després de superar les semifinals de la Copa Davis contra el Canadà va guanyar el seu quart títol de Pequín derrotant precisament a Nadal. Seguidament va encadenar els Masters Xangai i París davant Del Potro i Ferrer respectivament. Malauradament, Nadal ja havia aconseguit suficients punts per recuperar el número 1 del rànquing mundial havent superat les 100 setmanes com a número 1. En l'ATP World Tour Finals va guanyar els cinc partits que va disputar contra Federer, Del Potro, Gasquet, Wawrinka i Nadal en la final, reeditant el títol aconseguit l'any anterior. Abans d'acabar la temporada va disputar la final de la Copa Davis contra la República Txeca, però les seves dues victòries individuals no foren suficients per guanyar el títol. Va tancar l'any com a segon del rànquing individual i 7 títols, destacant un Grand Slam, tres Masters i la Copa Masters de final d'any.

### Dominador del circuit (2014−2016)

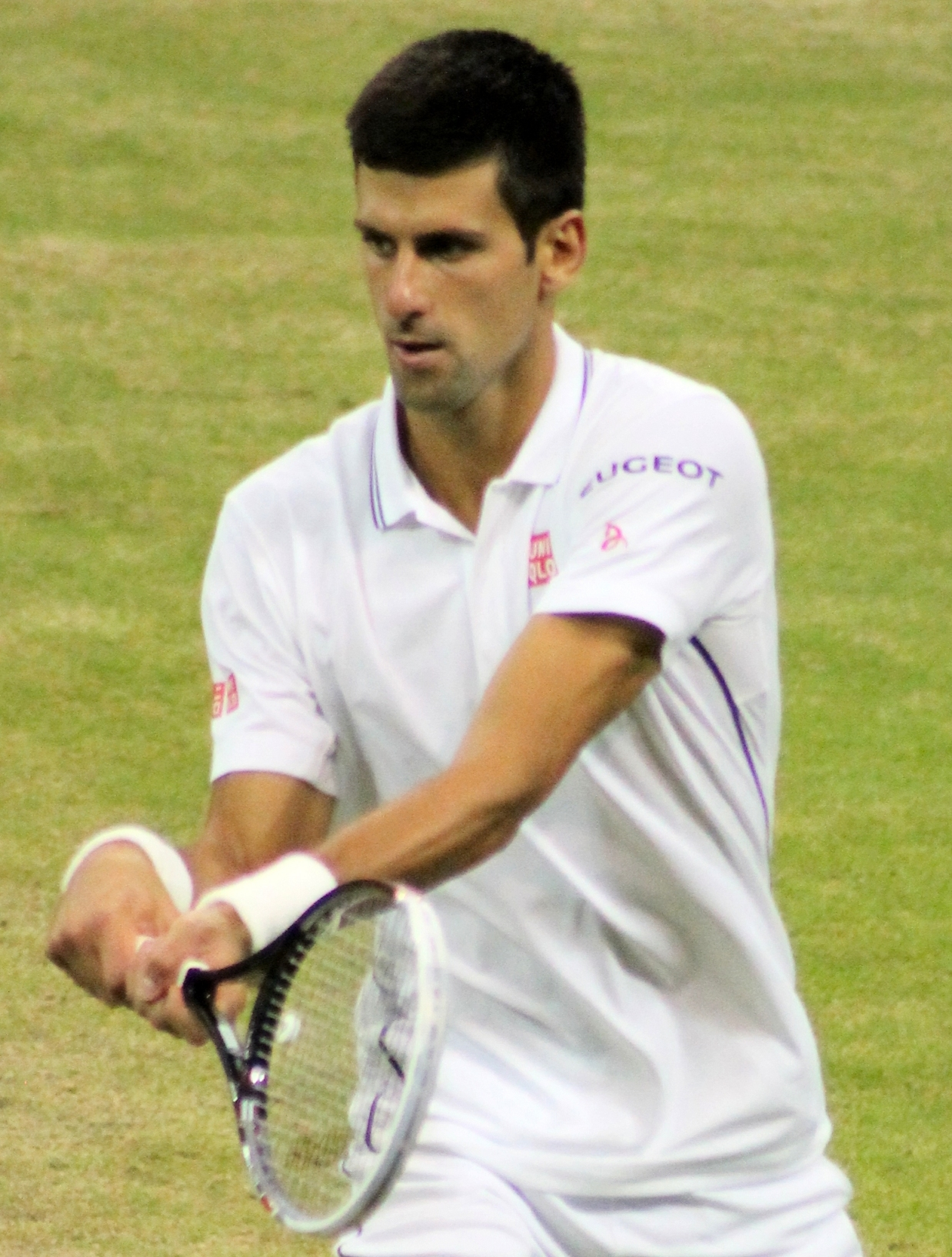
Đoković a Wimbledon (2014).

Đoković va començar la temporada directament a l'Open d'Austràlia, on va avançar fins quarts de final perquè Stanislas Wawrinka el va superar en cinc llargs sets, i finalment s'endugué el títol. Aquesta derrota va trencar la ratxa que portava de 25 victòries consecutives en aquest torneig, i també les 14 semifinals consecutives en Grand Slams. Posteriorment va disputar les semifinals de Dubai però fou derrotat per Roger Federer, de qui es venjà en la final d'Indian Wells. A continuació també es va imposar en la final de Miami davant Rafael Nadal. Començà l'etapa de terra batuda a Montecarlo però fou vençut per Roger Federer novament en semifinals. Un mes després es va imposar a Roma a Rafael Nadal. Tot el premi aconseguit en aquest torneig el va donar per les víctimes de les inundacions del sud-est d'Europa. Seguint la seva progressió sobre terra batuda, en el Roland Garros es va classificar per la final però Rafael Nadal va demostrar el seu domini en aquest torneig amb una victòria en quatre sets. Es va refer ràpidament de la derrota a Wimbledon, on es va classificar també per la final i va derrotar a Roger Federer en cinc sets. Aquesta victòria li va servir per recuperar el número 1 del rànquing individual que estava en mans de nadal. El seu rendiment a l'estiu no fou tan fructífer malgrat ser nou número 1, ja que a Toronto i Cincinnati va caure a tercera ronda davant Jo-Wilfried Tsonga i Tommy Robredo respectivament. En el US Open va avançar fins a les semifinals, però fou derrotat per Kei Nishikori. Va iniciar la gira asiàtica a Pequín emportant-se el títol per cinquena ocasió vencent a Tomáš Berdych. A continuació fou derrotat per Roger Federer en les semifinals de Xangai, derrota que va trenca una ratxa de 28 victòries consecutives en terres xineses. Llavors s'endugué el títol a París derrotant a Milos Raonic en la final. El darrer torneig de la temporada fou l'ATP World Tour Finals, on s'imposà en els cinc partits que va disputar per endur-se el títol per tercera ocasió consecutiva. Va guanyar a Marin Čilić, Stanislas Wawrinka i Tomáš Berdych en la fase inicial, Kei Nishikori en semifinals, i a Roger Federer en la final, ja que aquest renuncià a disputar el partit a causa d'una lesió. Acabà l'any com a número 1 del rànquing mundial amb set títols, dels quals destaca Wimbledon, i només una final perduda al Roland Garros, aconseguint un total de 61 victòries i 8 derrotes.

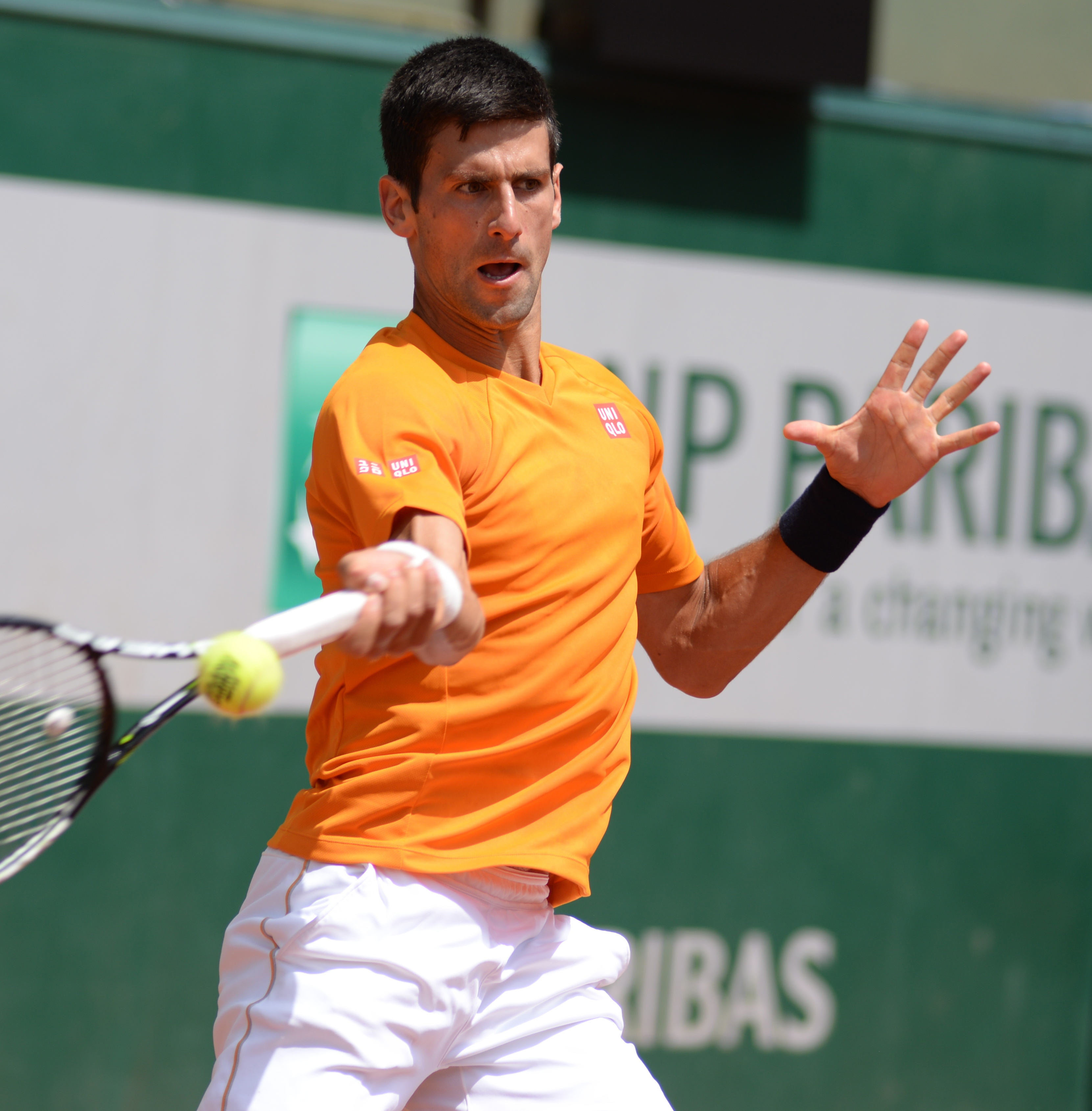
Đoković al Roland Garros (2015).

La temporada 2015 del circuit ATP es resumeix amb un domini aclaparador de Đoković. El primer torneig que disputà fou a Doha perdent en quarts de final davant Ivo Karlović. A continuació va disputar l'Open d'Austràlia imposant-se a tots els seus rivals, Stan Wawrinka (que el va derrotar en la final de l'any anterior) en semifinals i Andy Murray en la final. Aquest fou el cinquè títol a Melbourne, el millor en aquest Grand Slam en l'Era Open, i el vuitè Grand Slam del seu palmarès. Seguidament va encadenar una sèrie de títols importants com Dubai, on superà Roger Federer en la final, Indian Wells derrotant novament Federer, i Miami davant Murray. D'aquesta manera aconseguí el 22è Masters del seu palmarès i va esdevenir el primer tennista a guanyar Indian Wells i Miami en una mateixa temporada per tercera ocasió. Sobre terra batuda, començà amb el títol a Montecarlo sobre Tomáš Berdych, guanyant els tres primers Masters de l'any. Va decidir absentar-se de Madrid però s'imposà una setmana després a Roma vencent Federer. Va continuar al Roland Garros, classificant-se per la final després de superar Nadal en quarts de final i Murray en semifinals. Aquesta va significar tot just la segona derrota de Nadal en aquest torneig. Malauradament, aquest torneig continuà essent el seu punt feble en el seu palmarès, ja que Wawrinka el va guanyar en quatre sets, de manera que es va tornar a quedar a les portes de completar el Grand Slam. A Wimbledon va tornar a recuperar el camí dels títol superant Federer en la final en la repetició de la final de l'any anterior. A l'estiu va continuar amb el seu espectacular rendiment en els grans torneigs classificant-se per les finals de Mont-real i Cincinnati, en el primer fou vençut per Murray, mentre que en el segon va romandre a les portes del títol per cinquena vegada, aquest cop per culpa de Federer. Es va refer de forma magnífica enduent-se el US Open per segona vegada al seu palmarès, per sobre de Federer. Aquest fou el tercer Grand Slam de la temporada. Va esdevenir el cinquè tennista de l'Era Open en guanyar deu o més títols de Grand Slam, i el tercer en disputar les quatre finals de Grand Slam en la mateixa temporada. Ja a l'octubre va demostrar novament el seu nivell guanyant per sisena vegada a Pequín, sobre Nadal i allargant la seva ratxa de 29 victòries consecutives sense derrota en aquest torneig. A continuació va derrotar Murray a la final de París, aconseguint el sisè títols Masters de l'any. Va acabar la temporada en l'ATP World Tour Finals, on malgrat perdre contra Federer, va guanyar Kei Nishikori i Tomáš Berdych en la resta de partits de la primera fase, llavors a Nadal en semifinals, i es va venjar contra Federer a la final, esdevenint així el primer tennista en encadenar aquest títol en quatre ocasions consecutives. Aquesta fou la millor temporada de la seva carrera i una de les millors de l'Era Open. Als tres títols de Grand Slam (i finalista en el restant), va guanyar sis títols de vuit finals Masters. Va guanyar un total d'onze títols en quinze finals, és a dir, a banda del primer torneig de la temporada a Doha on va caure en quarts de final, va disputar la final en tots els quinze torneigs restants que va disputar, i de forma consecutiva, acumulant un total de 82 victòries per sis derrotes. Evidentment fou número 1 durant tota temporada i va polvoritzar els rècords de punts en el rànquing individual (16.585 punts) i de premis econòmics (21.646.145 dòlars).
Va començar l'any 2016 a Doha aconseguint el 60è títol individual del seu palmarès després de superar Nadal en la final. Això li va permetre superar el rècord de punts aconseguits en el rànquing individual amb 16790, el seu domini era tal que ni sumant els punts dels dos següents en el rànquing podien superar-lo en la classificació. Aprofitant aquest magnífic estat de forma també es va imposar en l'Open d'Austràlia a Andy Murray per guanyar el sisè títol a Melbourne, nova marca en l'Era Open. A continuació va renunciar a Dubai per una infecció però es va tornar a imposar a Indian Wells vencent a Raonic en la final. Seguidament també va guanyar per tercera edició consecutiva a Miami enfront Nishikori, sense cedir cap set en tot el torneig. Per tercer any consecutiu, Đoković guanyava el doblet Indian Wells-Miami, esdevenint el primer tennista en aconseguir aquesta fita. En els torneigs sobre terra batuda va caure aviat a Montecarlo, però es va refer amb la victòria a Madrid derrotant a Murray, mentre que a Roma es va repetir la final però amb resultat contrari. Aquesta final es va tornar a repetir a Roland Garros amb victòria de Đoković, títol que li mancava al seu palmarès i que li va permetre esdevenir el vuitè home en completar el Grand Slam en la carrera, i el tercer que els aconseguia guanyar tots quatre Grand Slams consecutivament, però no en un any natural. Aquesta ratxa triomfant es va tallar en tercera ronda de Wimbledon en caure davant Sam Querrey, el seu pitjor resultat des de 2009. Després d'unes setmanes de descans va tornar al circuit a Toronto imposant-se a Nishikori en la final sense cedir cap set. A continuació va participar en els Jocs Olímpics de Rio de Janeiro però va caure tot just en primera ronda davant Del Potro. En dobles va formar parella amb Nenad Zimonjić però van ser derrotats en segona ronda. Va renunciar a Cincinnati i va participar en el US Open, on va avançar fins a la final però fou superat per Wawrinka. A la tardor només va participar en els grans torneigs però sense èxit final. A Xangai va ser derrotat per Roberto Bautista Agut en semifinals i a París va caure en quarts de final davant Čilić. Malgrat el magnífic inici de temporada, Murray el va superar en el capdamunt rànquing individual.
En l'ATP World Tour Finals va guanyar els tres partits inicials enfront Dominic Thiem, Raonic i David Goffin, llavors en semifinals va derrotar a Nishikori, però en la final fou superat per Murray, apuntalant el seu recent número 1. Encara que la temporada realitzada fou molt reeixida i aconseguí molts èxits, va decidir que Boris Becker deixés de ser el seu entrenador.

### Lesió i ressorgiment (2017−actualitat)
La temporada 2017 va començar molt esperançadora amb la defensa del títol de Doha sobre el nou número 1 Murray. Per contra, a l'Open d'Austràlia va caure en segona ronda, des de 2007 que no superava els quarts de final d'aquest torneig, i la primera vegada que el derrotava un tennista més enllà del Top 100 en un Grand Slam. Posteriorment fou derrotat per Nick Kyrgios a Acapulco i Indian Wells en tercera i quarta ronda respectivament. Va renunciar a Miami i va tornar per torneigs de terra batuda. A Montecarlo només va arribar a quarts de final vençut per Goffin. Com a conseqüència, va decidir trencar amb tot el seu equip tècnic de molts anys, amb Marián Vajda com a entrenador, per poder canviar la dinàmica negativa en la qual havia entrat. Aquest canvi va tenir efectes molt ràpidament, ja que va arribar a semifinals a Madrid superat per Rafael Nadal, i fou finalista a Roma cedint enfront Alexander Zverev. A continuació va nomenar l'extennista Andre Agassi com a nou entrenador. A Roland Garros va caure en quarts de final davant Thiem. Sobre gespa va disputar el torneig d'Eastbourne imposant-se a Monfils en la final. Per contra, a Wimbledon es va retirar quan disputava els quarts de final enfront Berdych degut a una lesió al colze. Aquesta lesió fou molt més greu de l'esperat i a final de mes va anunciar que renunciava a la resta de la temporada per poder-se recuperar completament de la lesió.
Després de mig any de descans i recuperació de la lesió al colze, va tornar a jugar disputant el torneig d'exhibició Kooyong Classic. El retorn al circuit fou directament a l'Open d'Austràlia però fou eliminat en tercera ronda per Chung Hyeon. Malgrat el descans realitzat, en acabar el torneig va decidir operar-se el colze. Un mes després va anunciar que ja tornava entrenar-se i tot just una setmana després ja va disputar el primer torneig a Indian Wells. El retorn fou molt prematur i ho va pagar amb derrotes en els primers partits d'aquest torneig i de Miami davant Taro Daniel i Benoît Paire respectivament. Es va reunir novament amb el seu entrenador de sempre Marián Vajda per iniciar els torneigs sobre terra batuda, però els resultats positius encara no van arribar. Derrotes en tercera ronda de Montecarlo, segona a Barcelona i Madrid enfront Thiem, Martin Kližan i Kyle Edmund respectivament. Malgrat les derrotes va declarar que per primer cop en dos anys havia pogut jugar sense sentir dolor al colze. Arribat a aquest punt de la temporada només havia aconseguit 6 victòries per 6 derrotes, però a Roma es va produir el punt d'inflexió, ja que va arribar a semifinals derrotat per Nadal. Al Roland Garros va avançar fins quarts de final, superat per Marco Cecchinato. En el primer torneig sobre gespa va aconseguir un nou pas cap als bons resultats, a Queen's va aconseguir la primera victòria sobre un Top 5 (Dimitrov) en any i mig, i va avançar fins a la final, on no va poder derrotar Čilić. A Wimbledon va classificar-se per la final després de superar el número 1 (Nadal) en més de 5 hores de partit i va vèncer Kevin Anderson en la final per proclamar-se campió d'aquest torneig per quarta vegada i 13è Grand Slam. Aquests resultats van tenir continuïtat en la resta de la temporada malgrat que en el primer torneig cedir davant Stéfanos Tsitsipàs en tercera ronda de Toronto. A Cincinnati va aconseguir el segon títol de la temporada en imposar-se a Federer en la final. Aquest títol fou molt important, ja que era l'únic torneig de categoria Masters que mancava en el seu palmarès, i això li va permetre esdevenir el primer tennista en completar el "Golden Masters", guanyar els nou torneigs de categoria Masters del circuit. Va aconseguir un nou èxit a l'US Open en vèncer a Del Potro en la final per guanyar el tercera ocasió en aquest torneig. Després d'unes setmanes de descans va tornar a Xangai per imposar-se a Borna Ćorić en la final i guanyar el quart títol de la temporada. A París també es va classificar per la final però no va poder superar Karén Khatxànov. Malgrat la derrota, l'absència de Nadal per lesió li va permetre recuperar el número 1 del rànquing individual. Màxim favorit per les ATP Finals, va guanyar els tres partits de fase prèvia davant Zverev, Čilić, Isner, i també les semifinals Anderson. En la final va tornar a coincidir amb Zverev però en aquesta ocasió el resultat fou el contrari.
Va començar la temporada 2019 disputant el torneig Doha, on va arribar a semifinals superat per Bautista Agut. Principal favorit a l'Open d'Austràlia, novament es va plantar a la final del torneig i va derrotar Nadal, que li va permetre acumular el 15è títol de Grand Slam i el setè Open d'Austràlia. Es va prendre un mes de descans per tornar a Indian Wells i Miami, però no va superar la tercera i quarta ronda en caure en mans de Kohlschreiber i Bautista Agut respectivament. A Montecarlo tampoc va superar els quarts de final vençut Daniil Medvedev. Coincidint amb la setmana 250 que era número 1 del rànquing individual, ho va poder celebrar imposant-se a Tsitsipàs en la final de Madrid, però a Roma no va poder derrotar a Nadal en la final. Al Roland Garros va avançar fins a les semifinals però va caure davant Thiem, fet que li va impedir completar el Grand Slam seguit ja que portava tres títols de Grand Slam consecutius. Es va refer a Wimbledon, on va arribar a la final i es va desfer de Federer en gairebé cinc hores, la final més llarga de la història del torneig, per aconseguir un nou títol de Grand Slam. A l'estiu va tornar per disputar el torneig de Cincinnati però va ser superat per Medvedev en semifinals, i a l'US Open va ser sorprès per Wawrinka en quarta ronda. Va aconseguir un nou títol a Tòquio vencent a John Millman en la final. A Xangai va caure en quarts de final davant Tsitsipàs, en canvi, a París va guanyar el cinquè títol de la temporada enfront Denis Shapovalov. Tot i la victòria, Nadal el va derrocar del capdamunt del rànquing individual quan portava tota la temporada ocupant aquest lloc i només li mancaven dues setmanes per completar-la. En les ATP Finals només va aconseguir derrotar a Matteo Berrettini i va ser superat per Thiem i Federer, de manera que no va poder avançar a semifinals. Per tancar la temporada va disputar la Copa Davis en el nou format comprimit en una setmana, però l'equip serbi va caure en els quarts de final davant Rússia. Pel que fa a la competició de dobles, va disputar sis torneigs però només va tenir cert èxit en els dos primers, on va arribar a semifinals de Doha i Indian Wells junt al seu germà Marko i Fabio Fognini respectivament.

### Copa Davis
L'any 2006, Đoković va disputar el seu primera eliminatòria de Copa Davis contra el Regne Unit amb dinou anys i, a més, va aconseguir la victòria decisiva que va permetre a Sèrbia i Montenegro manternir-se dins el grup 1 de la zona europea/africana. Després d'aquest enfrontament, diversos mitjans de comunicació britànics van fer públic que Đoković havia mantingut negociacions amb la Lawn Tennis Association perquè s'incorporés a l'equip britànic de Copa Davis aprofitant que s'entrenava en aquest país. Inicialment, Đoković va desmentir aquests rumors perquè la informació no era seriosa. Tanmateix, tres anys després, va confirmar que la seva família havia tingut diverses conversacions amb la LTA per entrar a formar part de l'equip britànic junt a Andy Murray. Ell va confirmar que estava molt agraït per les moltes facilitats que li van oferir però que ell se sentia orgullós de ser serbi i tampoc necessitava els diners que li oferien. En l'edició de 2007, va tenir un paper decisiu en les tres victòries que va obtenir en els seus partits davant Austràlia, que van permetre a Sèrbia ascendir al grup mundial de la Copa Davis l'any de debut com a país independent de Montenegro. En la primera eliminatòria del 2008 contra Rússia, Đoković va patir problemes de salud per culpa d'una grip i no va poder disputar el primer partit individual, va disputar el de dobles junt a Nenad Zimonjić i també el darrer individual davant Nikolai Davidenko però es va haver de retirar.
En l'edició de 2009 només va poder disputar la primera ronda, ja que es va enfrontar a l'equip espanyol sobre terra batuda i va perdre els dos partits individuals que va disputar. En l'edició de 2010, gràcies a ell, Sèrbia va obtenir la seva primera victòria en una eliminatòria del grup mundial. L'evolució en la competició no va acabar a quarts sinó que van accedir a la final després de superar els Estats Units (3-2), Croàcia (4-1) i la República Txeca (3-2). En la final, celebrada a Belgrad, Sèrbia va remuntar un 1-2 per imposar-se per 3-2. Đoković va guanyar els dos partits individuals que va disputar contra Gilles Simon i Gaël Monfils. En total, set victòries individuals i cap derrota per liderar el seu país cap al títol. Tanmateix, el darrer enfrontament que decidia la final el va disputar el seu compatriota Viktor Troicki. En l'edició de 2011, Sèrbia va arribar a semifinals però fou superada per Argentina. Đoković va disputar el partit decisiu de l'eliminatòria contra Juan Martín Del Potro, però es va retirar a causa d'una lesió a l'esquena produïda durant la disputar del US Open. Aquesta va suposar la seva tercera derrota de la temporada 2011, la segona que es produïa a causa d'una retirada.
L'any 2012 va renunciar a participar en la Copa Davis per centrar-se a disputar els Jocs Olímpics. Novament dins l'equip, en la temporada 2013 va col·laborar activament perquè l'equip serbi superés totes les rondes davant Bèlgica, Estats Units i el Canadà fins a classificar-se per la final. Đoković va guanyar els set partits individuals que va disputar, inclosos els dos de la final, però l'equip serbi no va poder derrotar l'equip txec malgrat jugar en terreny propi. En el 2014 renuncià a disputar la primera ronda contra Suïssa i l'equip serbi va perdre l'eliminatòria. En els play-offs de descens tampoc hi va participar però l'equip serbi va poder mantenir la categoria contra l'Índia. En les següents edicions de 2015, 2016 i 2017 es va limitar a disputar la primera ronda o ajudar el mínim necessari per poder mantenir l'equip serbi en el Grup Mundial. A causa d'una greu lesió que va patir en la segona meitat del 2017, va preferir mantenir-se al marge de la Copa Davis en el 2018. En l'edició de 2019 es va produir un canvi de format i ell en va ser un dels principals detractors en contraposició amb el nou esdeveniment anomenat ATP Cup, i es va negar a participar-hi.

### Entrenadors
Des de la tardor de 2005 fins al juny de 2006, Đoković fou entrenat per Riccardo Piatti, que dividia el seu temps entre ell i el croat Ivan Ljubičić. En diverses ocasions va intentar convènce'l perquè li dediqués tot el temps però Piatti ho va refusar. Seguidament va contractar l'extennista eslovac Marián Vajda com a entrenador principal però paral·lelament també treballava amb altres professionals per millorar certs aspectes més específics del seu joc. Per exemple, a la primavera del 2007 va treballar les volees i el joc de xarxa amb l'australià Mark Woodforde i entre l'agost de 2009 i l'abril de 2010 va treballar amb l'estatunidenc Todd Martin per millorar la seva seqüència de servei, aquest darrer sense èxit. El juliol de 2010 va afegir al seu equip tècnic el nutricionista Igor Četojević, que li va recomonar la medicina xinesa i l'acupuntura. L'aspecte més important de la seva feina fou el descobriment que Đoković era celíac i no podia menjar gluten, provocant un canvi important en la seva dieta. A poc a poc es va sentir físicament més fort, ràpid i atlètic, i el seu joc se'n va veure beneficiat. El seu rendiment durant tota temporada següent (2011) va ser espectacular, i des de llavors a estat a primera línia del tennis mundial lluitant per ser número 1 del rànquing individual. A mitjans de 2011 es va unir a l'equip tècnic l'extennista serbi Dušan Vemić. A principis de 2014 va fitxar com a primer entrenador a l'extennista alemany Boris Becker, guanyador de 6 títols de Grand Slam, per tal de reduir la càrrega de treball de Vajda. La dupla d'entrenadors va durar fins al maig de 2017, quan Đoković va decidir trencar amb el seu equip de molts anys format per Vajda, Phil-Gritsch i Amanović, amb la intenció de canviar el sistema de treball.

## Palmarès

### Individual: 143 (100−43)
| Llegenda (pre/post 2009)                                  |
| --------------------------------------------------------- |
| Grand Slams (24−13)                                       |
| Jocs Olímpics Or (1)                                      |
| Jocs Olímpics Bronze (1)                                  |
| Tennis Masters Cup / ATP Finals (7−2)                     |
| ATP Masters Series / ATP World Tour Masters 1000 (40−20)  |
| ATP International Series Gold / ATP World Tour 500 (15−3) |
| ATP International Series / ATP World Tour 250 (13−5)      |

| Títols per superfície |
| --------------------- |
| Dura (72−23)          |
| Gespa (8−6)           |
| Terra batuda (20−14)  |

| Resultat  | Núm. | Data                   | Torneig                                        | Superfície   | Oponent               | Marcador                           |
| --------- | ---- | ---------------------- | ---------------------------------------------- | ------------ | --------------------- | ---------------------------------- |
| Guanyador | 1.   | 16 de juliol de 2006   | Amersfoort, Països Baixos                      | Terra batuda | Nicolás Massú         | 7−6(5), 6−4                        |
| Finalista | 1.   | 30 de juliol de 2006   | Umag, Croàcia                                  | Terra batuda | Stanislas Wawrinka    | 6−6(1), retirada                   |
| Guanyador | 2.   | 2 d'octubre de 2006    | Metz, França                                   | Dura         | Jürgen Melzer         | 4−6, 6−3, 6−2                      |
| Guanyador | 3.   | 7 de gener de 2007     | Adelaida, Austràlia                            | Dura         | Chris Guccione        | 6−3, 6−7(6), 6−4                   |
| Finalista | 2.   | 18 de març de 2007     | Indian Wells, Estats Units                     | Dura         | Rafael Nadal          | 2−6, 5−7                           |
| Guanyador | 4.   | 1 d'abril de 2007      | Miami, Estats Units                            | Dura         | Guillermo Cañas       | 6−3, 6−2, 6−4                      |
| Guanyador | 5.   | 6 de maig de 2007      | Estoril, Portugal                              | Terra batuda | Richard Gasquet       | 7−6(7), 0−6, 6−1                   |
| Guanyador | 6.   | 12 d'agost de 2007     | Mont-real, Canadà                              | Dura         | Roger Federer         | 7−6(2), 2−6, 7−6(2)                |
| Finalista | 3.   | 9 de setembre de 2007  | US Open, Estats Units                          | Dura         | Roger Federer         | 6−7(4), 6−7(2), 4−6                |
| Guanyador | 7.   | 14 d'octubre de 2007   | Viena, Àustria                                 | Dura         | Stanislas Wawrinka    | 6−4, 6−0                           |
| Guanyador | 8.   | 27 de gener de 2008    | Open d'Austràlia, Austràlia                    | Dura         | Jo-Wilfried Tsonga    | 4−6, 6−4, 6−3, 7−6(2)              |
| Guanyador | 9.   | 23 de març de 2008     | Indian Wells, Estats Units                     | Dura         | Mardy Fish            | 6−2, 5−7, 6−3                      |
| Guanyador | 10.  | 11 de maig de 2008     | Roma, Itàlia                                   | Terra batuda | Stanislas Wawrinka    | 4−6, 6−3, 6−3                      |
| Finalista | 4.   | 15 de juny de 2008     | Londres, Regne Unit                            | Gespa        | Rafael Nadal          | 6−7(6), 5−7                        |
| Finalista | 5.   | 3 d'agost de 2008      | Cincinnati, Estats Units                       | Dura         | Andy Murray           | 6−7(4), 6−7(5)                     |
| Finalista | 6.   | 28 de setembre de 2008 | Bangkok, Tailàndia                             | Dura (i)     | Jo-Wilfried Tsonga    | 6−7(4), 4−6                        |
| Guanyador | 11.  | 16 de novembre de 2008 | Tennis Masters Cup, Xangai, Xina               | Dura         | Nikolai Davidenko     | 6−2, 7−5                           |
| Guanyador | 12.  | 28 de febrer de 2009   | Dubai, Emirats Àrabs Units                     | Dura         | David Ferrer          | 7−5, 6−3                           |
| Finalista | 7.   | 5 d'abril de 2009      | Miami, Estats Units                            | Dura         | Andy Murray           | 2−6, 5−7                           |
| Finalista | 8.   | 19 d'abril de 2009     | Montecarlo, Mònaco                             | Terra batuda | Rafael Nadal          | 3−6, 6−2, 1−6                      |
| Finalista | 9.   | 3 de maig de 2009      | Roma, Itàlia                                   | Terra batuda | Rafael Nadal          | 6−7(2), 2−6                        |
| Guanyador | 13.  | 10 de maig de 2009     | Belgrad, Sèrbia                                | Terra batuda | Łukasz Kubot          | 6−3, 7−6(0)                        |
| Finalista | 10.  | 14 de juny de 2009     | Halle, Alemanya                                | Gespa        | Tommy Haas            | 3−6, 7−6(4), 1−6                   |
| Finalista | 11.  | 23 d'agost de 2009     | Cincinnati (2)                                 | Dura         | Roger Federer         | 1−6, 5−7                           |
| Guanyador | 14.  | 11 d'octubre de 2009   | Pequín, Xina                                   | Dura         | Marin Čilić           | 6−2, 7−6(4)                        |
| Guanyador | 15.  | 8 de novembre de 2009  | Basilea, Suïssa                                | Dura (i)     | Roger Federer         | 6−4, 4−6, 6−2                      |
| Guanyador | 16.  | 15 de novembre de 2009 | París, França                                  | Dura (i)     | Gaël Monfils          | 6−2, 5−7, 7−6(3)                   |
| Guanyador | 17.  | 27 de febrer de 2010   | Dubai (2)                                      | Dura         | Mikhaïl Iujni         | 7−5, 5−7, 6−3                      |
| Finalista | 12.  | 12 de setembre de 2010 | US Open (2)                                    | Dura         | Rafael Nadal          | 4−6, 7−5, 4−6, 2−6                 |
| Guanyador | 18.  | 10 d'octubre de 2010   | Pequín (2)                                     | Dura         | David Ferrer          | 6−2, 6−4                           |
| Finalista | 13.  | 7 de novembre de 2010  | Basilea, Suïssa                                | Dura (i)     | Roger Federer         | 4−6, 6−3, 1−6                      |
| Guanyador | 19.  | 30 de gener de 2011    | Open d'Austràlia (2)                           | Dura         | Andy Murray           | 6−4, 6−2, 6−3                      |
| Guanyador | 20.  | 26 de febrer de 2011   | Dubai (3)                                      | Dura         | Roger Federer         | 6−3, 6−3                           |
| Guanyador | 21.  | 20 de març de 2011     | Indian Wells (2)                               | Dura         | Rafael Nadal          | 4−6, 6−3, 6−2                      |
| Guanyador | 22.  | 3 d'abril de 2011      | Miami (2)                                      | Dura         | Rafael Nadal          | 4−6, 6−3, 7−6(4)                   |
| Guanyador | 23.  | 1 de maig de 2011      | Belgrad (2)                                    | Terra batuda | Feliciano López       | 7−6(4), 6−2                        |
| Guanyador | 24.  | 8 de maig de 2011      | Madrid, Espanya                                | Terra batuda | Rafael Nadal          | 7−5, 6−4                           |
| Guanyador | 25.  | 15 de maig de 2011     | Roma (2)                                       | Terra batuda | Rafael Nadal          | 6−4, 6−4                           |
| Guanyador | 26.  | 3 de juliol de 2011    | Wimbledon, Regne Unit                          | Gespa        | Rafael Nadal          | 6−4, 6−1, 1−6, 6−3                 |
| Guanyador | 27.  | 14 d'agost de 2011     | Mont-real (2)                                  | Dura         | Mardy Fish            | 6−2, 3−6, 6−4                      |
| Finalista | 14.  | 21 d'agost de 2011     | Cincinnati (3)                                 | Dura         | Andy Murray           | 4−6, 0−3, retirada                 |
| Guanyador | 28.  | 12 de setembre de 2011 | US Open, Estats Units                          | Dura         | Rafael Nadal          | 6−2, 6−4, 6−7(3), 6−1              |
| Guanyador | 29.  | 29 de gener de 2012    | Open d'Austràlia (3)                           | Dura         | Rafael Nadal          | 5−7, 6−4, 6−2, 6−7(5), 7−5         |
| Guanyador | 30.  | 1 d'abril de 2012      | Miami (3)                                      | Dura         | Andy Murray           | 6−1, 7−6(4)                        |
| Finalista | 15.  | 22 d'abril de 2012     | Montecarlo (2)                                 | Terra batuda | Rafael Nadal          | 3−6, 1−6                           |
| Finalista | 16.  | 21 de maig de 2012     | Roma (2)                                       | Terra batuda | Rafael Nadal          | 5−7, 3−6                           |
| Finalista | 17.  | 11 de juny de 2012     | Roland Garros, França                          | Terra batuda | Rafael Nadal          | 4−6, 3−6, 6−2, 5−7                 |
| Guanyador | 31.  | 13 d'agost de 2012     | Toronto (3)                                    | Dura         | Richard Gasquet       | 6−3, 6−2                           |
| Finalista | 18.  | 19 d'agost de 2012     | Cincinnati (4)                                 | Dura         | Roger Federer         | 0−6, 6−7(7)                        |
| Finalista | 19.  | 10 de setembre de 2012 | US Open (3)                                    | Dura         | Andy Murray           | 6−7(10), 5−7, 6−2, 6−3, 2−6        |
| Guanyador | 32.  | 7 d'octubre de 2012    | Pequín (3)                                     | Dura         | Jo-Wilfried Tsonga    | 7−6(4), 6−2                        |
| Guanyador | 33.  | 14 d'octubre de 2012   | Xangai, Xina                                   | Dura         | Andy Murray           | 5−7, 7−6(11), 6−3                  |
| Guanyador | 34.  | 12 de novembre de 2012 | ATP World Tour Finals, Londres, Regne Unit (2) | Dura (i)     | Roger Federer         | 7−6(6), 7−5                        |
| Guanyador | 35.  | 27 de gener de 2013    | Open d'Austràlia (4)                           | Dura         | Andy Murray           | 6−7(2), 7−6(3), 6−3, 6−2           |
| Guanyador | 36.  | 2 de març de 2013      | Dubai (4)                                      | Dura         | Tomáš Berdych         | 7−5, 6−3                           |
| Guanyador | 37.  | 21 d'abril de 2013     | Montecarlo                                     | Terra batuda | Rafael Nadal          | 6−2, 7−6(1)                        |
| Finalista | 20.  | 7 de juliol de 2013    | Wimbledon                                      | Gespa        | Andy Murray           | 4−6, 5−7, 4−6                      |
| Finalista | 21.  | 9 de setembre de 2013  | US Open (4)                                    | Dura         | Rafael Nadal          | 2−6, 6−3, 4−6, 1−6                 |
| Guanyador | 38.  | 6 d'octubre de 2013    | Pequín (4)                                     | Dura         | Rafael Nadal          | 6−3, 6−4                           |
| Guanyador | 39.  | 13 d'octubre de 2013   | Xangai (2)                                     | Dura         | Juan Martín del Potro | 6−1, 3−6, 7−6(3)                   |
| Guanyador | 40.  | 3 de novembre de 2013  | París (2)                                      | Dura (i)     | David Ferrer          | 7−5, 7−5                           |
| Guanyador | 41.  | 11 de novembre de 2013 | ATP World Tour Finals, Londres (3)             | Dura (i)     | Rafael Nadal          | 6−3, 6−4                           |
| Guanyador | 42.  | 16 de març de 2014     | Indian Wells (3)                               | Dura         | Roger Federer         | 3−6, 6−3, 7−6(3)                   |
| Guanyador | 43.  | 30 de març de 2014     | Miami (4)                                      | Dura         | Rafael Nadal          | 6−3, 6−3                           |
| Guanyador | 44.  | 18 de maig de 2014     | Roma (3)                                       | Terra batuda | Rafael Nadal          | 4−6, 6−3, 6−3                      |
| Finalista | 22.  | 8 de juny de 2014      | Roland Garros (2)                              | Terra batuda | Rafael Nadal          | 6−3, 5−7, 2−6, 4−6                 |
| Guanyador | 45.  | 6 de juliol de 2014    | Wimbledon (2)                                  | Gespa        | Roger Federer         | 6−7(7), 6−4, 7−6(4), 5−7, 6−4      |
| Guanyador | 46.  | 5 d'octubre de 2014    | Pequín (5)                                     | Dura         | Tomáš Berdych         | 6−0, 6−2                           |
| Guanyador | 47.  | 2 de novembre de 2014  | París (3)                                      | Dura (i)     | Milos Raonic          | 6−2, 6−3                           |
| Guanyador | 48.  | 16 de novembre de 2014 | ATP World Tour Finals, Londres (4)             | Dura (i)     | Roger Federer         | Renúncia                           |
| Guanyador | 49.  | 1 de febrer de 2015    | Open d'Austràlia (5)                           | Dura         | Andy Murray           | 7−6(5), 6−7(4), 6−3, 6−0           |
| Finalista | 23.  | 28 de febrer de 2015   | Dubai                                          | Dura         | Roger Federer         | 3−6, 5−7                           |
| Guanyador | 50.  | 22 de març de 2015     | Indian Wells (4)                               | Dura         | Roger Federer         | 6−3, 6−7(5), 6−2                   |
| Guanyador | 51.  | 5 d'abril de 2015      | Miami (5)                                      | Dura         | Andy Murray           | 7−6(3), 4−6, 6−0                   |
| Guanyador | 52.  | 19 d'abril de 2015     | Montecarlo (2)                                 | Terra batuda | Tomáš Berdych         | 7−5, 4−6, 6−3                      |
| Guanyador | 53.  | 17 de maig de 2015     | Roma (4)                                       | Terra batuda | Roger Federer         | 6−4, 6−3                           |
| Finalista | 24.  | 7 de juny de 2015      | Roland Garros (3)                              | Terra batuda | Stan Wawrinka         | 6−4, 4−6, 3−6, 4−6                 |
| Guanyador | 54.  | 12 de juliol de 2015   | Wimbledon (3)                                  | Gespa        | Roger Federer         | 7−6(1), 6−7(10), 6−4, 6−3          |
| Finalista | 25.  | 16 d'agost de 2015     | Mont-real                                      | Dura         | Andy Murray           | 4−6, 6−4, 3−6                      |
| Finalista | 26.  | 23 d'agost de 2015     | Cincinnati (5)                                 | Dura         | Roger Federer         | 6−7(1), 3−6                        |
| Guanyador | 55.  | 13 de setembre de 2015 | US Open (2)                                    | Dura         | Roger Federer         | 6−4, 5−7, 6−4, 6−4                 |
| Guanyador | 56.  | 11 d'octubre de 2015   | Pequín (6)                                     | Dura         | Rafael Nadal          | 6−2, 6−2                           |
| Guanyador | 57.  | 18 d'octubre de 2015   | Xangai (3)                                     | Dura         | Jo-Wilfried Tsonga    | 6−2, 6−4                           |
| Guanyador | 58.  | 8 de novembre de 2015  | París (4)                                      | Dura (i)     | Andy Murray           | 6−2, 6−4                           |
| Guanyador | 59.  | 22 de novembre de 2015 | ATP World Tour Finals, Londres (5)             | Dura (i)     | Roger Federer         | 6−3, 6−4                           |
| Guanyador | 60.  | 9 de gener de 2016     | Doha, Qatar                                    | Dura         | Rafael Nadal          | 6−1, 6−2                           |
| Guanyador | 61.  | 31 de gener de 2016    | Open d'Austràlia (6)                           | Dura         | Andy Murray           | 6−1, 7−5, 7−6(3)                   |
| Guanyador | 62.  | 20 de març de 2016     | Indian Wells (5)                               | Dura         | Milos Raonic          | 6−2, 6−0                           |
| Guanyador | 63.  | 3 d'abril de 2016      | Miami (6)                                      | Dura         | Kei Nishikori         | 6−3, 6−3                           |
| Guanyador | 64.  | 8 de maig de 2016      | Madrid (2)                                     | Terra batuda | Andy Murray           | 6−2, 3−6, 6−3                      |
| Finalista | 27.  | 15 de maig de 2016     | Roma (3)                                       | Terra batuda | Andy Murray           | 3−6, 3−6                           |
| Guanyador | 65.  | 5 de juny de 2016      | Roland Garros                                  | Terra batuda | Andy Murray           | 3−6, 6−1, 6−2, 6−4                 |
| Guanyador | 66.  | 31 de juliol de 2016   | Toronto (4)                                    | Dura         | Kei Nishikori         | 6−3, 7−5                           |
| Finalista | 28.  | 11 de setembre de 2016 | US Open (5)                                    | Dura         | Stan Wawrinka         | 7−6(1), 4−6, 5−7, 3−6              |
| Finalista | 29.  | 20 de novembre de 2016 | ATP World Tour Finals                          | Dura (i)     | Andy Murray           | 3−6, 4−6                           |
| Guanyador | 67.  | 8 de gener de 2017     | Doha (2)                                       | Dura         | Andy Murray           | 6−3, 5−7, 6−4                      |
| Finalista | 30.  | 21 de maig de 2017     | Roma (4)                                       | Terra batuda | Alexander Zverev      | 4−6, 3−6                           |
| Guanyador | 68.  | 1 de juliol de 2017    | Eastbourne, Regne Unit                         | Gespa        | Gaël Monfils          | 6−3, 6−4                           |
| Finalista | 31.  | 24 de juny de 2018     | Londres (2)                                    | Gespa        | Marin Čilić           | 7−5, 6−7(4), 3−6                   |
| Guanyador | 69.  | 15 de juliol de 2018   | Wimbledon (4)                                  | Gespa        | Kevin Anderson        | 6−2, 6−2, 7−6(3)                   |
| Guanyador | 70.  | 19 d'agost de 2018     | Cincinnati                                     | Dura         | Roger Federer         | 6−4, 6−4                           |
| Guanyador | 71.  | 9 de setembre de 2018  | US Open (3)                                    | Dura         | Juan Martín del Potro | 6−3, 7−6(4), 6−3                   |
| Guanyador | 72.  | 14 d'octubre de 2018   | Xangai (4)                                     | Dura         | Borna Ćorić           | 6−3, 6−4                           |
| Finalista | 32.  | 4 de novembre de 2018  | París                                          | Dura (i)     | Karén Khatxànov       | 5−7, 4−6                           |
| Finalista | 33.  | 18 de novembre de 2018 | ATP Finals (2)                                 | Dura (i)     | Alexander Zverev      | 4−6, 3−6                           |
| Guanyador | 73.  | 27 de gener de 2019    | Open d'Austràlia (7)                           | Dura         | Rafael Nadal          | 6−3, 6−2, 6−3                      |
| Guanyador | 74.  | 12 de maig de 2019     | Madrid (3)                                     | Terra batuda | Stéfanos Tsitsipàs    | 6−3, 6−4                           |
| Finalista | 34.  | 19 de maig de 2019     | Roma (5)                                       | Terra batuda | Rafael Nadal          | 0−6, 6−4, 1−6                      |
| Guanyador | 75.  | 14 de juliol de 2019   | Wimbledon (5)                                  | Gespa        | Roger Federer         | 7−6(5), 1−6, 7−6(4), 4−6, 13−12(3) |
| Guanyador | 76.  | 6 d'octubre de 2019    | Tòquio, Japó                                   | Dura         | John Millman          | 6−3, 6−2                           |
| Guanyador | 77.  | 3 de novembre de 2019  | París (5)                                      | Dura (i)     | Denis Shapovalov      | 6−3, 6−4                           |
| Guanyador | 78.  | 2 de febrer de 2020    | Open d'Austràlia (8)                           | Dura         | Dominic Thiem         | 6−4, 4−6, 2−6, 6−3, 6−4            |
| Guanyador | 79.  | 29 de febrer de 2020   | Dubai (5)                                      | Dura         | Stéfanos Tsitsipàs    | 3−6, 4−6                           |
| Guanyador | 80.  | 29 d'agost de 2020     | Cincinnati (2)                                 | Dura         | Milos Raonic          | 1−6, 6−3, 6−4                      |
| Guanyador | 81.  | 21 de setembre de 2020 | Roma (5)                                       | Terra batuda | Diego Schwartzman     | 7−5, 6−3                           |
| Finalista | 35.  | 11 d'octubre de 2020   | Roland Garros (4)                              | Terra batuda | Rafael Nadal          | 0−6, 2−6, 5−7                      |
| Guanyador | 82.  | 21 de febrer de 2021   | Open d'Austràlia (9)                           | Dura         | Daniïl Medvédev       | 7−5, 6−2, 6−2                      |
| Finalista | 36.  | 16 de maig de 2021     | Roma (6)                                       | Terra batuda | Rafael Nadal          | 5−7, 6−1, 3−6                      |
| Guanyador | 83.  | 29 de maig de 2021     | Belgrad (3)                                    | Terra batuda | Alex Molčan           | 6−4, 6−3                           |
| Guanyador | 84.  | 13 de juny de 2021     | Roland Garros (2)                              | Terra batuda | Stéfanos Tsitsipàs    | 6−7(6), 2−6, 6−3, 6−2, 6−4         |
| Guanyador | 85.  | 11 de juliol de 2021   | Wimbledon (6)                                  | Gespa        | Matteo Berrettini     | 6−7(4), 6−4, 6−4, 6−3              |
| Finalista | 37.  | 12 de setembre de 2021 | US Open (6)                                    | Dura         | Daniïl Medvédev       | 4−6, 4−6, 4−6                      |
| Guanyador | 86.  | 7 de novembre de 2021  | París (6)                                      | Dura (i)     | Daniïl Medvédev       | 4−6, 6−3, 6−3                      |
| Finalista | 38.  | 24 d'abril de 2022     | Belgrad                                        | Terra batuda | Andrei Rubliov        | 2−6, 7−6(4), 0−6                   |
| Guanyador | 87.  | 15 de maig de 2022     | Roma (6)                                       | Terra batuda | Stéfanos Tsitsipàs    | 6−0, 7−6(5)                        |
| Guanyador | 88.  | 10 de juliol de 2022   | Wimbledon (7)                                  | Gespa        | Nick Kyrgios          | 4−6, 6−3, 6−4, 7−6(3)              |
| Guanyador | 89.  | 2 d'octubre de 2022    | Tel-Aviv, Israel                               | Dura         | Marin Čilić           | 6−3, 6−4                           |
| Guanyador | 90.  | 9 d'octubre de 2022    | Nursultan, Kazakhstan                          | Dura (i)     | Stéfanos Tsitsipàs    | 6−3, 6−4                           |
| Finalista | 39.  | 6 de novembre de 2022  | París (2)                                      | Dura (i)     | Holger Rune           | 6−3, 3−6, 5−7                      |
| Guanyador | 91.  | 20 de novembre de 2022 | ATP Finals, Torí, Itàlia (6)                   | Dura (i)     | Casper Ruud           | 7−5, 6−3                           |
| Guanyador | 92.  | 8 de gener de 2023     | Adelaida (2)                                   | Dura         | Sebastian Korda       | 6−7(8), 7−6(3), 6−4                |
| Guanyador | 93.  | 29 de gener de 2023    | Open d'Austràlia (10)                          | Dura         | Stéfanos Tsitsipàs    | 6−3, 7−6(4), 7−6(5)                |
| Guanyador | 94.  | 11 de juny de 2023     | Roland Garros (3)                              | Terra batuda | Casper Ruud           | 7−6(1), 6−3, 7−5                   |
| Finalista | 40.  | 16 de juliol de 2023   | Wimbledon (2)                                  | Gespa        | Carlos Alcaraz        | 6−1, 6−7(6), 1−6, 6−3, 4−6         |
| Guanyador | 95.  | 20 d'agost de 2023     | Cincinnati (3)                                 | Dura         | Carlos Alcaraz        | 5−7, 7−6(7), 7−6(4)                |
| Guanyador | 96.  | 10 de setembre de 2023 | US Open (4)                                    | Dura         | Daniïl Medvédev       | 6−3, 7−6(5), 6−3                   |
| Guanyador | 97.  | 6 de novembre de 2023  | París (7)                                      | Dura (i)     | Grigor Dimitrov       | 6−4, 6−3                           |
| Guanyador | 98.  | 19 de novembre de 2023 | ATP Finals, Torí (7)                           | Dura (i)     | Jannik Sinner         | 6−3, 6−3                           |
| Finalista | 41.  | 13 de juliol de 2024   | Wimbledon (3)                                  | Gespa        | Carlos Alcaraz        | 2−6, 2−6, 6−7(4)                   |
| Guanyador | 99.  | 4 d'agost de 2024      | Jocs Olímpics, París, França                   | Terra batuda | Carlos Alcaraz        | 7−6(3), 7−6(2)                     |
| Finalista | 42.  | 13 d'octubre de 2024   | Xangai                                         | Dura         | Jannik Sinner         | 6−7(4), 3−6                        |
| Finalista | 43.  | 30 de març de 2015     | Miami (2)                                      | Dura         | Jakub Menšík          | 6−7(4), 6−7(4)                     |
| Guanyador | 100. | 24 de maig de 2025     | Ginebra, Suïssa                                | Terra batuda | Hubert Hurkacz        | 5−7, 7−6(2), 7−6(2)                |

#### Períodes com a número 1
| Núm. | Predecessor     | Dates                   | Successor       | Setmanes | Acumulat |
| ---- | --------------- | ----------------------- | --------------- | -------- | -------- |
| 1.   | Rafael Nadal    | 04/07/2011 − 08/07/2012 | Roger Federer   | 52       | 52       |
| 2.   | Roger Federer   | 05/11/2012 − 06/10/2013 | Rafael Nadal    | 48       | 101      |
| 3.   | Rafael Nadal    | 07/07/2014 − 06/11/2016 | Andy Murray     | 122      | 223      |
| 4.   | Rafael Nadal    | 05/11/2018 − 03/11/2019 | Rafael Nadal    | 52       | 275      |
| 5.   | Rafael Nadal    | 03/02/2020 − 27/02/2022 | Daniïl Medvédev | 86       | 361      |
| 6.   | Daniïl Medvédev | 21/03/2022 − 12/06/2022 | Daniïl Medvédev | 12       | 373      |
| 7.   | Carlos Alcaraz  | 30/01/2023 − 19/03/2023 | Carlos Alcaraz  | 7        | 380      |
| 8.   | Carlos Alcaraz  | 03/04/2023 − 21/05/2023 | Carlos Alcaraz  | 7        | 387      |
| 9.   | Carlos Alcaraz  | 12/06/2023 − 25/06/2023 | Carlos Alcaraz  | 2        | 389      |
| 10.  | Carlos Alcaraz  | 11/09/2023 − 09/06/2024 | Jannik Sinner   | 34       | 428      |

### Dobles masculins: 3 (1−2)
| Llegenda (pre/post 2009)                                 |
| -------------------------------------------------------- |
| Grand Slams (0−0)                                        |
| Tennis Masters Cup / ATP Finals (0−0)                    |
| ATP Masters Series / ATP World Tour Masters 1000 (0−0)   |
| ATP International Series Gold / ATP World Tour 500 (0−0) |
| ATP International Series / ATP World Tour 250 (1−2)      |

| Títols per superfície |
| --------------------- |
| Dura (0−1)            |
| Gespa (1−1)           |
| Terra batuda (0−0)    |

| Resultat  | Núm. | Data               | Torneig             | Superfície | Parella              | Oponents                       | Marcador            |
| --------- | ---- | ------------------ | ------------------- | ---------- | -------------------- | ------------------------------ | ------------------- |
| Finalista | 1.   | 7 de gener de 2007 | Adelaida, Austràlia | Dura       | Radek Štěpánek       | Wesley Moodie Todd Perry       | 4−6, 6−3, [13−15]   |
| Guanyador | 1.   | 13 de juny de 2010 | Queen's, Regne Unit | Gespa      | Jonathan Erlich      | Karol Beck David Škoch         | 6−7(6), 6−2, [10−3] |
| Finalista | 2.   | 26 de juny de 2021 | Mallorca, Espanya   | Gespa      | Carlos Gómez Herrera | Simone Bolelli Máximo González | Renúncia            |

### Equips: 5 (2−3)
| Resultat  | Núm. | Data                      | Torneig                       | Superfície | Equip                                          | Oponents                                                          | Marcador |
| --------- | ---- | ------------------------- | ----------------------------- | ---------- | ---------------------------------------------- | ----------------------------------------------------------------- | -------- |
| Finalista | 1.   | 4 de gener de 2008        | Copa Hopman, Perth, Austràlia | Dura       | Jelena Janković                                | Serena Williams Mardy Fish                                        | 1−2      |
| Guanyador | 1.   | 3−5 de desembre de 2010   | Copa Davis, Belgrad, Sèrbia   | Dura (i)   | Nenad Zimonjić Janko Tipsarević Viktor Troicki | Gaël Monfils Michaël Llodra Arnaud Clément Gilles Simon           | 3−2      |
| Finalista | 2.   | 5 de gener de 2013        | Copa Hopman (2)               | Dura       | Ana Ivanović                                   | A. Medina Garrigues Fernando Verdasco                             | 1−2      |
| Finalista | 3.   | 15−17 de novembre de 2013 | Copa Davis, Belgrad, Sèrbia   | Dura (i)   | Nenad Zimonjić Dušan Lajović Ilija Bozoljac    | Tomáš Berdych Radek Štěpánek Lukáš Rosol Jan Hájek                | 2−3      |
| Guanyador | 2.   | 12 de gener de 2020       | ATP Cup, Sydney, Austràlia    | Dura       | Nikola Čačić Dušan Lajović Viktor Troicki      | R. Bautista Agut Pablo Carreño Busta Feliciano López Rafael Nadal | 2−1      |

## Rivalitats

### Đoković−Nadal
Rafael Nadal i Novak Đoković s'han enfrontat un total de 59 ocasions amb domini de Đoković (30−29), l'enfrontament directe que s'ha produït en més ocasions de l'Era Open. Đoković el domina sobre pista dura per 20-7, empata 2-2 sobre gespa i perd clarament 19-8 sobre terra batuda. Ha esdevingut una de les grans rivalitats a cavall de les tres primeres dècades del segle xxi, emergint com la principal després que ambdós han aconseguit superar Roger Federer, dominador indiscutible del rànquing individual masculí durant tota la primera dècada. De fet, molts mitjans anomenen aquest fita com a "trivalitat" perquè inclou les rivalitats entre els tres millors tennistes de la dècada (Federer, Nadal, Đoković), i posteriorment com a "Big Four" amb la inclusió d'Andy Murray.
Fou el primer tennista a aconseguir superar Nadal en més de deu ocasions i junts comparteixen el rècord del partit al màxim de tres sets més llarg de l'Era Open, en les semifinals del Masters de Madrid 2009 (4 hores i 2 minuts), i la final de Grand Slam més llarga a l'Open d'Austràlia 2012 (5 hores i 53 minuts). Són els únics tennistes masculins que han aconseguit enfrontar-se en totes les finals de Grand Slam en la història del tennis, i a més, les quatre finals eren consecutives.
Fins a l'any 2011, Nadal dominava clarament aquesta rivalitat en totes les superfícies, però després de l'espectacular temporada 2011, va aconseguir capgirar el resultat sobre pista dura i gespa, encara que sobre terra batuda, Nadal és un dels millors tennistes de la història. Fins a la final del torneig de Wimbledon 2011, Đoković encara no havia pogut superar Nadal en un Grand Slam després de cinc intents. En l'edició Roland Garros 2015, Đoković va guanyar a Nadal en aquest torneig per primera vegada, trencant-li una ratxa de 39 victòries seguides en aquest torneig i esdevenint tot just el segon tennista en guanyar a Nadal en aquest torneig després de Robin Soderling (2009).
Đoković ha guanyat tretze dels setze darrers enfrontaments entre ambdós, inclosos el partit de semifinals del torneig de Wimbledon 2018, històric perquè es va haver de jugar en dos dies diferents a causa de la durada de l'altra semifinal (dies 13 i 14 de juliol de 2018), i la final de l'Open d'Austràlia 2019, en què en poc més de 2 hores va guanyar al manacorí en 3 sets.
| Núm. | Any  | Torneig               | Categoria | Superfície   | Ronda | Vencedor | Resultat                    | Durada | Đoković | Nadal |
| ---- | ---- | --------------------- | --------- | ------------ | ----- | -------- | --------------------------- | ------ | ------- | ----- |
| 1.   | 2006 | Roland Garros         | GS        | Terra batuda | QF    | Nadal    | 6−4, 6−4, retirada          | 1:54   | 0       | 1     |
| 2.   | 2007 | Indian Wells          | MS/1000   | Dura         | F     | Nadal    | 6−2, 7−5                    | 1:34   | 0       | 2     |
| 3.   | 2007 | Miami                 | MS/1000   | Dura         | QF    | Đoković  | 6−3, 6−4                    | 1:37   | 1       | 2     |
| 4.   | 2007 | Roma                  | MS/1000   | Terra batuda | QF    | Nadal    | 6−2, 6−3                    | 1:41   | 1       | 3     |
| 5.   | 2007 | Roland Garros         | GS        | Terra batuda | SF    | Nadal    | 7−5, 6−4, 6−2               | 2:28   | 1       | 4     |
| 6.   | 2007 | Wimbledon             | GS        | Gespa        | SF    | Nadal    | 3−6, 6−1, 4−1, retirada     | 1:41   | 1       | 5     |
| 7.   | 2007 | Canadà                | MS/1000   | Dura         | SF    | Đoković  | 7−5, 6−3                    | 1:51   | 2       | 5     |
| 8.   | 2007 | Xangai                | CM        | Dura (i)     | RR    | Nadal    | 6−4, 6−4                    | 1:44   | 2       | 6     |
| 9.   | 2008 | Indian Wells          | MS/1000   | Dura         | SF    | Đoković  | 6−3, 6−2                    | 1:28   | 3       | 6     |
| 10.  | 2008 | Hamburg               | MS/1000   | Terra batuda | SF    | Nadal    | 7−5, 2−6, 6−2               | 3:03   | 3       | 7     |
| 11.  | 2008 | Roland Garros         | GS        | Terra batuda | SF    | Nadal    | 6−4, 6−2, 7−6(3)            | 2:49   | 3       | 8     |
| 12.  | 2008 | Queen's               | 250       | Gespa        | F     | Nadal    | 7−6(6), 7−5                 | 2:16   | 3       | 9     |
| 13.  | 2008 | Cincinnati            | MS/1000   | Dura         | SF    | Đoković  | 6−1, 7−5                    | 1:26   | 4       | 9     |
| 14.  | 2008 | Jocs Olímpics, Pequín | JO        | Dura         | SF    | Nadal    | 6−4, 1−6, 6−4               | 2:10   | 4       | 10    |
| 15.  | 2009 | Copa Davis            | CD        | Terra batuda | 1R    | Nadal    | 6−4, 6−4, 6−1               | 2:28   | 4       | 11    |
| 16.  | 2009 | Montecarlo            | MS/1000   | Terra batuda | F     | Nadal    | 6−3, 2−6, 6−1               | 2:43   | 4       | 12    |
| 17.  | 2009 | Roma                  | MS/1000   | Terra batuda | F     | Nadal    | 7−6(2), 6−2                 | 2:03   | 4       | 13    |
| 18.  | 2009 | Madrid                | MS/1000   | Terra batuda | SF    | Nadal    | 3−6, 7−6(5), 7−6(9)         | 4:03   | 4       | 14    |
| 19.  | 2009 | Cincinnati            | MS/1000   | Dura         | SF    | Đoković  | 6−1, 6−4                    | 1:32   | 5       | 14    |
| 20.  | 2009 | París                 | MS/1000   | Dura (i)     | SF    | Đoković  | 6−2, 6−3                    | 1:17   | 6       | 14    |
| 21.  | 2009 | Londres               | CM        | Dura (i)     | RR    | Đoković  | 7−6(5), 6−3                 | 1:58   | 7       | 14    |
| 22.  | 2010 | US Open               | GS        | Dura         | F     | Nadal    | 6−4, 5−7, 6−4, 6−2          | 3:43   | 7       | 15    |
| 23.  | 2010 | Londres               | CM        | Dura (i)     | RR    | Nadal    | 7−5, 6−2                    | 1:52   | 7       | 16    |
| 24.  | 2011 | Indian Wells          | MS/1000   | Dura         | F     | Đoković  | 4−6, 6−3, 6−2               | 2:25   | 8       | 16    |
| 25.  | 2011 | Miami                 | MS/1000   | Dura         | F     | Đoković  | 4−6, 6−3, 7−6(4)            | 3:21   | 9       | 16    |
| 26.  | 2011 | Madrid                | MS/1000   | Terra batuda | F     | Đoković  | 7−5, 6−4                    | 2:17   | 10      | 16    |
| 27.  | 2011 | Roma                  | MS/1000   | Terra batuda | F     | Đoković  | 6−4, 6−4                    | 2:12   | 11      | 16    |
| 28.  | 2011 | Wimbledon             | GS        | Gespa        | F     | Đoković  | 6−4, 6−1, 1−6, 6−3          | 2:28   | 12      | 16    |
| 29.  | 2011 | US Open               | GS        | Dura         | F     | Đoković  | 6−2, 6−4, 6−7(3), 6−1       | 4:10   | 13      | 16    |
| 30.  | 2012 | Open d'Austràlia      | GS        | Dura         | F     | Đoković  | 5−7, 6−4, 6−2, 6−7(5), 7−5  | 5:53   | 14      | 16    |
| 31.  | 2012 | Montecarlo            | MS/1000   | Terra batuda | F     | Nadal    | 6−3, 6−1                    | 1:18   | 14      | 17    |
| 32.  | 2012 | Roma                  | MS/1000   | Terra batuda | F     | Nadal    | 7−5, 6−3                    | 2:20   | 14      | 18    |
| 33.  | 2012 | Roland Garros         | GS        | Terra batuda | F     | Nadal    | 6−4, 6−3, 2−6, 7−5          | 3:55   | 14      | 19    |
| 34.  | 2013 | Montecarlo            | MS/1000   | Terra batuda | F     | Đoković  | 6−2, 7−6(1)                 | 1:52   | 15      | 19    |
| 35.  | 2013 | Roland Garros         | GS        | Terra batuda | SF    | Nadal    | 6−4, 3−6, 6−1, 6−7(3), 9−7  | 4:37   | 15      | 20    |
| 36.  | 2013 | Canadà                | MS/1000   | Dura         | SF    | Nadal    | 6−4, 3−6, 7−6(2)            | 2:28   | 15      | 21    |
| 37.  | 2013 | US Open               | GS        | Dura         | F     | Nadal    | 6−2, 3−6, 6−4, 6−1          | 3:21   | 15      | 22    |
| 38.  | 2013 | Pequín                | Gold/500  | Dura         | F     | Đoković  | 6−3, 6−4                    | 1:27   | 16      | 22    |
| 39.  | 2013 | Londres               | CM        | Dura (i)     | F     | Đoković  | 6−3, 6−4                    | 1:36   | 17      | 22    |
| 40.  | 2014 | Miami                 | MS/1000   | Dura         | F     | Đoković  | 6−3, 6−3                    | 1:23   | 18      | 22    |
| 41.  | 2014 | Roma                  | MS/1000   | Terra batuda | F     | Đoković  | 4−6, 6−3, 6−3               | 2:19   | 19      | 22    |
| 42.  | 2014 | Roland Garros         | GS        | Terra batuda | F     | Nadal    | 3−6, 7−5, 6−2, 6−4          | 3:31   | 19      | 23    |
| 43.  | 2015 | Montecarlo            | MS/1000   | Terra batuda | SF    | Đoković  | 6−3, 6−3                    | 1:37   | 20      | 23    |
| 44.  | 2015 | Roland Garros         | GS        | Terra batuda | QF    | Đoković  | 7−5, 6−3, 6−1               | 2:27   | 21      | 23    |
| 45.  | 2015 | Pequín                | Gold/500  | Dura         | F     | Đoković  | 6−2, 6−2                    | 1:30   | 22      | 23    |
| 46.  | 2015 | Londres               | CM        | Dura         | SF    | Đoković  | 6−3, 6−3                    | 1:19   | 23      | 23    |
| 47.  | 2016 | Doha                  | 250       | Dura         | F     | Đoković  | 6−1, 6−2                    | 1:13   | 24      | 23    |
| 48.  | 2016 | Indian Wells          | MS/1000   | Dura         | SF    | Đoković  | 7−6(5), 6−2                 | 1:58   | 25      | 23    |
| 49.  | 2016 | Roma                  | MS/1000   | Terra batuda | QF    | Đoković  | 7−5, 7−6(4)                 | 2:25   | 26      | 23    |
| 50.  | 2017 | Madrid                | MS/1000   | Terra batuda | SF    | Nadal    | 6−2, 6−4                    | 1:39   | 26      | 24    |
| 51.  | 2018 | Roma                  | MS/1000   | Terra batuda | SF    | Nadal    | 7−6(4), 6−3                 | 1:56   | 26      | 25    |
| 52.  | 2018 | Wimbledon             | GS        | Gespa        | SF    | Đoković  | 6−4, 3−6, 7−6(9), 3−6, 10−8 | 5:15   | 27      | 25    |
| 52.  | 2018 | Wimbledon             | GS        | Gespa        | SF    | Đoković  | 6−4, 3−6, 7−6(9), 3−6, 10−8 | 5:15   | 27      | 25    |
| 53.  | 2019 | Open d'Austràlia      | GS        | Dura         | F     | Đoković  | 6−3, 6−2, 6−3               | 2:04   | 28      | 25    |
| 54.  | 2019 | Roma                  | MS/1000   | Terra batuda | F     | Nadal    | 6−0, 4−6, 6−1               | 2:29   | 28      | 26    |
| 55.  | 2020 | ATP Cup               | AC        | Dura         | F     | Đoković  | 6−2, 7−6(4)                 | 1:55   | 29      | 26    |
| 56.  | 2020 | Roland Garros         | GS        | Terra batuda | F     | Nadal    | 6−0, 6−2, 7−5               | 2:41   | 29      | 27    |
| 57.  | 2021 | Roma                  | MS/1000   | Terra batuda | F     | Nadal    | 7−5, 1−6, 6−3               | 2:49   | 29      | 28    |
| 58.  | 2021 | Roland Garros         | GS        | Terra batuda | SF    | Đoković  | 3−6, 6−3, 7−6(4), 6−2       | 4:11   | 30      | 28    |
| 59.  | 2022 | Roland Garros         | GS        | Terra batuda | QF    | Nadal    | 6−2, 4−6, 6−2, 7−6(4)       | 4:12   | 30      | 29    |

### Đoković−Federer
Roger Federer i Đoković s'han enfrontat 50 vegades (més una renúncia de Federer) de les quals Đoković n'ha guanyat 27. S'han enfrontat en quatre ocasions sobre gespa amb tres victòries per Đoković, el serbi supera per una en pista dura (20-18) i estan empatats sobre terra batuda (4). En el US Open van coincidir en cinc ocasions consecutives, entre elles la primera final de Đoković en un Grand Slam, perdent les tres primeres i guanyant les dues següents. La magnífica ratxa que va realitzar Đoković durant l'inici de la temporada 2011 va finalitzar amb una derrota davant Federer a les semifinals del Roland Garros després de 41 victòries consecutives. És el segon tennista amb més victòries sobre Federer després de Nadal.
| Núm. | Any  | Torneig               | Categoria | Superfície   | Ronda | Vencedor | Resultat                           | Durada | Đoković | Federer |
| ---- | ---- | --------------------- | --------- | ------------ | ----- | -------- | ---------------------------------- | ------ | ------- | ------- |
| 1.   | 2006 | Montecarlo            | MS/1000   | Terra batuda | 1R    | Federer  | 6−3, 2−6, 6−3                      | 1:49   | 0       | 1       |
| 2.   | 2006 | Copa Davis            | CD        | Dura (i)     | 1R    | Federer  | 6−3, 2−6, 6−3                      | 1:58   | 0       | 2       |
| 3.   | 2007 | Open d'Austràlia      | GS        | Dura         | 4R    | Federer  | 6−2, 7−5, 6−3                      | 1:50   | 0       | 3       |
| 4.   | 2007 | Dubai                 | Gold/500  | Dura         | QF    | Federer  | 6−3, 6−7(6), 6−3                   | 2:03   | 0       | 4       |
| 5.   | 2007 | Canadà                | MS/1000   | Dura         | F     | Đoković  | 7−6(2), 2−6, 7−6(2)                | 2:13   | 1       | 4       |
| 6.   | 2007 | US Open               | GS        | Dura         | F     | Federer  | 7−6(4), 7−6(2), 6−4                | 2:24   | 1       | 5       |
| 7.   | 2008 | Open d'Austràlia      | GS        | Dura         | SF    | Đoković  | 7−5, 6−3, 7−6(5)                   | 2:26   | 2       | 5       |
| 8.   | 2008 | Montecarlo            | MS/1000   | Terra batuda | SF    | Federer  | 6−3, 3−2, retirada                 | 1:12   | 2       | 6       |
| 9.   | 2008 | US Open               | GS        | Dura         | SF    | Federer  | 6−3, 5−7, 7−5, 6−2                 | 2:44   | 2       | 7       |
| 10.  | 2009 | Miami                 | MS/1000   | Dura         | SF    | Đoković  | 3−6, 6−2, 6−3                      | 1:46   | 3       | 7       |
| 11.  | 2009 | Roma                  | MS/1000   | Terra batuda | SF    | Đoković  | 4−6, 6−3, 6−3                      | 2:11   | 4       | 7       |
| 12.  | 2009 | Cincinnati            | MS/1000   | Dura         | F     | Federer  | 6−1, 7−5                           | 2:07   | 4       | 8       |
| 13.  | 2009 | US Open               | GS        | Dura         | SF    | Federer  | 7−6(3), 7−5, 7−5                   | 2:34   | 4       | 9       |
| 14.  | 2009 | Basilea               | Gold/500  | Dura (i)     | F     | Đoković  | 6−4, 4−6, 6−2                      | 2:11   | 5       | 9       |
| 15.  | 2010 | Canadà                | MS/1000   | Dura         | SF    | Federer  | 6−1, 3−6, 7−5                      | 2:22   | 5       | 10      |
| 16.  | 2010 | US Open               | GS        | Dura         | SF    | Đoković  | 5−7, 6−1, 5−7, 6−2, 7−5            | 3:44   | 6       | 10      |
| 17.  | 2010 | Xangai                | MS/1000   | Dura         | SF    | Federer  | 7−5, 6−2                           | 1:42   | 6       | 11      |
| 18.  | 2010 | Basilea               | Gold/500  | Dura (i)     | F     | Federer  | 6−4, 3−6, 6−1                      | 1:55   | 6       | 12      |
| 19.  | 2010 | ATP World Tour Finals | CM        | Dura (i)     | SF    | Federer  | 6−1, 6−4                           | 1:21   | 6       | 13      |
| 20.  | 2011 | Open d'Austràlia      | GS        | Dura         | SF    | Đoković  | 7−6(3), 7−5, 6−4                   | 3:00   | 7       | 13      |
| 21.  | 2011 | Dubai                 | Gold/500  | Dura         | F     | Đoković  | 6−3, 6−3                           | 1:12   | 8       | 13      |
| 22.  | 2011 | Indian Wells          | MS/1000   | Dura         | SF    | Đoković  | 6−3, 3−6, 6−2                      | 2:07   | 9       | 13      |
| 23.  | 2011 | Roland Garros         | GS        | Terra batuda | SF    | Federer  | 7−6(5), 6−3, 3−6, 7−6(5)           | 3:39   | 9       | 14      |
| 24.  | 2011 | US Open               | GS        | Dura         | SF    | Đoković  | 6−7(7), 4−6, 6−3, 6−2, 7−5         | 3:51   | 10      | 14      |
| 25.  | 2012 | Roma                  | MS/1000   | Terra batuda | SF    | Đoković  | 6−2, 7−6(4)                        | 1:39   | 11      | 14      |
| 26.  | 2012 | Roland Garros         | GS        | Terra batuda | SF    | Đoković  | 6−4, 7−5, 6−3                      | 2:05   | 12      | 14      |
| 27.  | 2012 | Wimbledon             | GS        | Gespa        | SF    | Federer  | 6−3, 3−6, 6−4, 6−3                 | 2:19   | 12      | 15      |
| 28.  | 2012 | Cincinnati            | MS/1000   | Dura         | F     | Federer  | 6−0, 7−6(7)                        | 1:20   | 12      | 16      |
| 29.  | 2012 | ATP World Tour Finals | CM        | Dura (i)     | F     | Đoković  | 7−6(6), 7−5                        | 2:14   | 13      | 16      |
| 30.  | 2013 | París                 | MS/1000   | Dura (i)     | SF    | Đoković  | 4−6, 6−3, 6−2                      | 2:00   | 14      | 16      |
| 31.  | 2013 | ATP World Tour Finals | CM        | Dura (i)     | RR    | Đoković  | 6−4, 6−7(2), 6−2                   | 2:22   | 15      | 16      |
| 32.  | 2014 | Dubai                 | Gold/500  | Dura         | SF    | Federer  | 3−6, 6−3, 6−2                      | 1:45   | 15      | 17      |
| 33.  | 2014 | Indian Wells          | MS/1000   | Dura         | F     | Đoković  | 3−6, 6−3, 7−6(3)                   | 2:15   | 16      | 17      |
| 34.  | 2014 | Montecarlo            | MS/1000   | Terra batuda | SF    | Federer  | 7−5, 5−2                           | 1:15   | 16      | 18      |
| 35.  | 2014 | Wimbledon             | GS        | Gespa        | F     | Đoković  | 6−7(7), 6−4, 7−6(4), 5−7, 6−4      | 3:56   | 17      | 18      |
| 36.  | 2014 | Xangai                | MS/1000   | Dura         | SF    | Federer  | 6−4, 6−4                           | 1:35   | 17      | 19      |
| —    | 2014 | ATP World Tour Finals | CM        | Dura (i)     | F     | Đoković  | Renúncia                           |        | 17      | 19      |
| 37.  | 2015 | Dubai                 | Gold/500  | Dura         | F     | Federer  | 6−3, 7−5                           | 1:24   | 17      | 20      |
| 38.  | 2015 | Indian Wells          | MS/1000   | Dura         | F     | Đoković  | 6−3, 6−7(5), 6−2                   | 2:17   | 18      | 20      |
| 39.  | 2015 | Roma                  | MS/1000   | Terra batuda | F     | Đoković  | 6−4, 6−3                           | 1:15   | 19      | 20      |
| 40.  | 2015 | Wimbledon             | GS        | Gespa        | F     | Đoković  | 7−6(1), 6−7(10), 6−4, 6−3          | 2:55   | 20      | 20      |
| 41.  | 2015 | Cincinnati            | MS/1000   | Dura         | F     | Federer  | 7−6(1), 6−3                        | 1:30   | 20      | 21      |
| 42.  | 2015 | US Open               | GS        | Dura         | F     | Đoković  | 6−4, 7−5, 6−4, 6−4                 | 3:20   | 21      | 21      |
| 43.  | 2015 | ATP World Tour Finals | CM        | Dura (i)     | RR    | Federer  | 7−5, 6−2                           | 1:17   | 21      | 22      |
| 44.  | 2015 | ATP World Tour Finals | CM        | Dura (i)     | F     | Đoković  | 6−3, 6−4                           | 1:20   | 22      | 22      |
| 45.  | 2016 | Open d'Austràlia      | GS        | Dura         | SF    | Đoković  | 6−1, 6−2, 3−6, 6−3                 | 2:19   | 23      | 22      |
| 46.  | 2018 | Cincinnati            | MS/1000   | Dura         | F     | Đoković  | 6−4, 6−4                           | 1:24   | 24      | 22      |
| 47.  | 2018 | París                 | MS/1000   | Dura         | SF    | Đoković  | 7−6(6), 5−7, 7−6(3)                | 3:02   | 25      | 22      |
| 48.  | 2019 | Wimbledon             | GS        | Gespa        | F     | Đoković  | 7−6(5), 1−6, 7−6(4), 4−6, 13−12(3) | 4:57   | 26      | 22      |
| 49.  | 2019 | ATP Finals            | CM        | Dura (i)     | RR    | Federer  | 6−4, 6−3                           | 1:13   | 26      | 23      |
| 50.  | 2020 | Open d'Austràlia      | GS        | Dura         | SF    | Đoković  | 7−6(1), 6−4, 6−3                   | 2:19   | 27      | 23      |

### Đoković−Murray
Andy Murray i Novak Đoković s'han enfrontat un total 36 vegades amb el serbi liderant àmpliament amb 25 victòries. Đoković el supera sobre pista dura per 20-8 i sobre terra batuda 5-1, per contra, sobre gespa no coneix la victòria per dues derrotes. Tot i la diferència global, en les finals estan molt igualats, ja que Murray només té tres victòries menys (10-7). En Grand Slams han coincidit en set finals, Đoković ha guanyat les quatre de l'Open d'Austràlia (2011, 2012 i 2013, 2016) i de Torneig de Roland Garros (2016), mentre que Murray les de Wimbledon (2013) i US Open (2012).
| Núm. | Any  | Torneig                | Categoria | Superfície   | Ronda | Vencedor | Resultat                    | Durada | Đoković | Murray |
| ---- | ---- | ---------------------- | --------- | ------------ | ----- | -------- | --------------------------- | ------ | ------- | ------ |
| 1.   | 2006 | Madrid                 | MS/1000   | Dura (i)     | R16   | Đoković  | 1−6, 7−5, 6−3               | 2:11   | 1       | 0      |
| 2.   | 2007 | Indian Wells           | MS/1000   | Dura         | SF    | Đoković  | 6−2, 6−3                    | 1:03   | 2       | 0      |
| 3.   | 2007 | Miami                  | MS/1000   | Dura         | SF    | Đoković  | 6−1, 6−0                    | 1:03   | 3       | 0      |
| 4.   | 2008 | Montecarlo             | MS/1000   | Terra batuda | R16   | Đoković  | 6−0, 6−4                    | 1:18   | 4       | 0      |
| 5.   | 2008 | Canadà                 | MS/1000   | Dura         | QF    | Murray   | 6−3, 7−6(3)                 | 1:45   | 4       | 1      |
| 6.   | 2008 | Cincinnati             | MS/1000   | Dura         | F     | Murray   | 7−6(4), 7−6(5)              | 2:23   | 4       | 2      |
| 7.   | 2009 | Miami                  | MS/1000   | Dura         | F     | Murray   | 6−2, 7−5                    | 2:05   | 4       | 3      |
| 8.   | 2011 | Open d'Austràlia       | GS        | Dura         | F     | Đoković  | 6−4, 6−2, 6−3               | 2:39   | 5       | 3      |
| 9.   | 2011 | Roma                   | MS/1000   | Terra batuda | SF    | Đoković  | 6−1, 3−6, 7−6(2)            | 3:02   | 6       | 3      |
| 10.  | 2011 | Cincinnati             | MS/1000   | Dura         | F     | Murray   | 6−4, 3−0, ret.              | 1:12   | 6       | 4      |
| 11.  | 2012 | Open d'Austràlia       | GS        | Dura         | SF    | Đoković  | 6−3, 3−6, 6−7(4), 6−1, 7−5  | 4:50   | 7       | 4      |
| 12.  | 2012 | Dubai                  | Gold/500  | Dura         | SF    | Murray   | 6−2, 7−5                    | 1:23   | 7       | 5      |
| 13.  | 2012 | Miami                  | MS/1000   | Dura         | F     | Đoković  | 6−1, 7−6(4)                 | 2:18   | 8       | 5      |
| 14.  | 2012 | Jocs Olímpics, Londres | JO        | Gespa        | SF    | Murray   | 7−5, 7−5                    | 2:00   | 8       | 6      |
| 15.  | 2012 | US Open                | GS        | Dura         | F     | Murray   | 7−6(10), 7−5, 2−6, 3−6, 6−2 | 4:54   | 8       | 7      |
| 16.  | 2012 | Xangai                 | MS/1000   | Dura         | F     | Đoković  | 5−7, 7−6(11), 6−3           | 3:22   | 9       | 7      |
| 17.  | 2012 | Londres                | CM        | Dura (i)     | RR    | Đoković  | 4−6, 6−3, 7−5               | 2:34   | 10      | 7      |
| 18.  | 2013 | Open d'Austràlia       | GS        | Dura         | F     | Đoković  | 6−7(2), 7−6(3), 6−3, 6−2    | 3:40   | 11      | 7      |
| 19.  | 2013 | Wimbledon              | GS        | Gespa        | F     | Murray   | 6−4, 7−5, 6−4               | 3:09   | 11      | 8      |
| 20.  | 2014 | Miami                  | MS/1000   | Dura         | QF    | Đoković  | 7−5, 6−3                    | 1:31   | 12      | 8      |
| 21.  | 2014 | US Open                | GS        | Dura         | QF    | Đoković  | 7−6(1), 6−7(1), 6−2, 6−4    | 3:33   | 13      | 8      |
| 22.  | 2014 | Pequín                 | Gold/500  | Dura         | SF    | Đoković  | 6−3, 6−4                    | 1:36   | 14      | 8      |
| 23.  | 2014 | París                  | MS/1000   | Dura (i)     | QF    | Đoković  | 7−5, 6−2                    | 1:42   | 15      | 8      |
| 24.  | 2015 | Open d'Austràlia       | GS        | Dura         | F     | Đoković  | 7−6(5), 6−7(4), 6−3, 6−0    | 3:39   | 16      | 7      |
| 25.  | 2015 | Indian Wells           | MS/1000   | Dura         | SF    | Đoković  | 6−2, 6−3                    | 1:28   | 17      | 8      |
| 26.  | 2015 | Miami                  | MS/1000   | Dura         | F     | Đoković  | 7−6(3), 4−6, 6−0            | 2:47   | 18      | 8      |
| 24.  | 2015 | Roland Garros          | GS        | Terra batuda | SF    | Đoković  | 6−3, 6−3, 5−7, 5−7, 6−1     | 4:09   | 19      | 8      |
| 28.  | 2015 | Canadà                 | MS/1000   | Dura         | F     | Murray   | 6−4, 4−6, 6−3               | 3:00   | 19      | 9      |
| 29.  | 2015 | Xangai                 | MS/1000   | Dura         | SF    | Đoković  | 6−1, 6−3                    | 1:07   | 20      | 9      |
| 30.  | 2015 | París                  | MS/1000   | Dura (i)     | F     | Đoković  | 6−2, 6−4                    | 1:32   | 21      | 9      |
| 31.  | 2016 | Open d'Austràlia       | GS        | Dura         | F     | Đoković  | 6−1, 7−5, 7−6(3)            | 2:53   | 22      | 9      |
| 32.  | 2016 | Madrid                 | MS/1000   | Terra batuda | F     | Đoković  | 6−2, 3−6, 6−3               | 2:06   | 23      | 9      |
| 33.  | 2016 | Roma                   | MS/1000   | Terra batuda | F     | Murray   | 6−3, 6−3                    | 1:35   | 23      | 10     |
| 34.  | 2016 | Roland Garros          | GS        | Terra batuda | F     | Đoković  | 3−6, 6−1, 6−2, 6−4          | 3:03   | 24      | 10     |
| 35.  | 2016 | Londres                | CM        | Dura (i)     | F     | Murray   | 6−3, 6−4                    | 1:42   | 24      | 11     |
| 36.  | 2017 | Doha                   | 250       | Dura         | F     | Đoković  | 6−3, 5−7, 6−4               | 2:54   | 25      | 11     |

## Trajectòria

### Individual
| Grand Slams |         |             |             |             |         |                       |                       |                       |                       |                       |                       |                       |                       |                       |                       |                       |                       |                       |                       |                       |                       |            |            |
| Open d'Austràlia | A       | 1R          | 1R          | 4R          | G       | QF                    | QF                    | G                     | G                     | G                     | QF                    | G                     | G                     | 2R                    | 4R                    | G                     | G                     | G                     | A                     | G                     | SF                    | 10 / 19    | 94 – 9     |
| Roland Garros | A       | 2R          | QF          | SF          | SF      | 3R                    | QF                    | SF                    | F                     | SF                    | F                     | F                     | G                     | QF                    | QF                    | SF                    | F                     | G                     | QF                    | G                     |                       | 3 / 19     | 92 – 16    |
| Wimbledon | A       | 3R          | 4R          | SF          | 2R      | QF                    | SF                    | G                     | SF                    | F                     | G                     | G                     | 3R                    | QF                    | G                     | G                     | NC                    | G                     | G                     | F                     |                       | 7 / 17     | 92 – 11    |
| US Open | A       | 3R          | 3R          | F           | SF      | SF                    | F                     | G                     | F                     | F                     | SF                    | G                     | F                     | A                     | G                     | 4R                    | 4R                    | F                     | A                     | G                     |                       | 4 / 17     | 88 – 13    |
| Victòries–Derrotes | 0−0     | 5−4         | 9−4         | 19−4        | 18−3    | 15−4                  | 19−4                  | 25−1                  | 24−3                  | 24−3                  | 22−3                  | 27−1                  | 22−2                  | 9−3                   | 21−2                  | 22−2                  | 16−2                  | 27−1                  | 11–1                  | 7–0                   |                       | 22 / 69    | 341 – 47   |
| Altres torneigs |         |             |             |             |         |                       |                       |                       |                       |                       |                       |                       |                       |                       |                       |                       |                       |                       |                       |                       |                       |            |            |
| Jocs Olímpics | A       | No celebrat | No celebrat | No celebrat | 3r      | No celebrat           | No celebrat           | No celebrat           | 4t                    | No celebrat           | No celebrat           | No celebrat           | 1R                    | No celebrat           | No celebrat           | No celebrat           | No celebrat           | 4t                    | NC                    | NC                    |                       | 0 / 4      | 13 – 6     |
| ATP World Tour Finals | A       | A           | A           | RR          | G       | RR                    | SF                    | RR                    | G                     | G                     | G                     | G                     | F                     | A                     | F                     | RR                    | SF                    | SF                    | G                     | G                     |                       | 7 / 16     | 50 – 18    |
| ATP World Tour Masters 1000                                                                                                |         |             |             |             |         |                       |                       |                       |                       |                       |                       |                       |                       |                       |                       |                       |                       |                       |                       |                       |                       |            |            |
| Indian Wells | A       | A           | RR          | F           | G       | QF                    | 4R                    | G                     | SF                    | SF                    | G                     | G                     | G                     | 4R                    | 2R                    | 3R                    | NC                    | A                     | A                     |                       |                       | 5 / 14     | 40 – 9     |
| Miami | A       | A           | 2R          | G           | 2R      | F                     | 2R                    | G                     | G                     | 4R                    | G                     | G                     | G                     | A                     | 2R                    | 4R                    | NC                    | A                     | A                     |                       |                       | 6 / 13     | 44 – 7     |
| Montecarlo | A       | A           | 1R          | 3R          | SF      | F                     | SF                    | A                     | F                     | G                     | SF                    | G                     | 2R                    | QF                    | 3R                    | QF                    | NC                    | 3R                    | 2R                    |                       |                       | 2 / 15     | 35 – 13    |
| Hamburg | A       | A           | 2R          | QF          | SF      | Madrid (terra batuda) | Madrid (terra batuda) | Madrid (terra batuda) | Madrid (terra batuda) | Madrid (terra batuda) | Madrid (terra batuda) | Madrid (terra batuda) | Madrid (terra batuda) | Madrid (terra batuda) | Madrid (terra batuda) | Madrid (terra batuda) | Madrid (terra batuda) | Madrid (terra batuda) | Madrid (terra batuda) | Madrid (terra batuda) | Madrid (terra batuda) | 3 / 10     | 30 − 9     |
| Madrid (terra batuda) | Hamburg | Hamburg     | Hamburg     | Hamburg     | Hamburg | SF                    | A                     | G                     | QF                    | 2R                    | A                     | A                     | G                     | SF                    | 2R                    | G                     | NC                    | A                     | SF                    |                       |                       | 3 / 10     | 30 − 9     |
| Roma | A       | A           | Q2          | QF          | G       | F                     | QF                    | G                     | F                     | QF                    | G                     | G                     | F                     | F                     | SF                    | F                     | G                     | F                     | G                     |                       |                       | 6 / 16     | 61 – 10    |
| Mont-real/Toronto | A       | Q2          | A           | G           | QF      | QF                    | SF                    | G                     | G                     | SF                    | 3R                    | F                     | G                     | A                     | 3R                    | A                     | NC                    | A                     | A                     |                       |                       | 4 / 11     | 37 – 7     |
| Cincinnati | A       | 1R          | 2R          | 2R          | F       | F                     | QF                    | F                     | F                     | QF                    | 3R                    | F                     | A                     | A                     | G                     | SF                    | G                     | A                     | A                     |                       |                       | 2 / 14     | 40 – 12    |
| Madrid (dura) | A       | Q1          | QF          | SF          | 3R      | Xangai                | Xangai                | Xangai                | Xangai                | Xangai                | Xangai                | Xangai                | Xangai                | Xangai                | Xangai                | Xangai                | Xangai                | Xangai                | Xangai                | Xangai                | Xangai                | 4 / 11     | 38 − 7     |
| Xangai | Madrid  | Madrid      | Madrid      | Madrid      | Madrid  | SF                    | SF                    | A                     | G                     | G                     | SF                    | G                     | SF                    | A                     | G                     | QF                    | NC                    | NC                    | NC                    | NC                    |                       | 4 / 11     | 38 − 7     |
| París | A       | 3R          | 2R          | 2R          | 3R      | G                     | 3R                    | QF                    | 2R                    | G                     | G                     | G                     | QF                    | A                     | F                     | G                     | A                     | G                     | F                     |                       |                       | 6 / 15     | 41 − 8     |
| Estadístiques |         |             |             |             |         |                       |                       |                       |                       |                       |                       |                       |                       |                       |                       |                       |                       |                       |                       |                       |                       |            |            |
| Torneigs | 3       | 9           | 19          | 22          | 19      | 22                    | 19                    | 15                    | 17                    | 16                    | 15                    | 16                    | 16                    | 10                    | 16                    | 15                    | 8                     | 11                    | 11                    | 2                     |                       | Total: 281 | Total: 281 |
| Finals | 0       | 0           | 3           | 7           | 7       | 10                    | 4                     | 11                    | 11                    | 9                     | 8                     | 15                    | 10                    | 3                     | 7                     | 6                     | 5                     | 7                     | 7                     | 2                     |                       | Total: 123 | Total: 123 |
| Títols | 0       | 0           | 2           | 5           | 4       | 5                     | 2                     | 10                    | 6                     | 7                     | 7                     | 11                    | 7                     | 2                     | 4                     | 5                     | 4                     | 5                     | 5                     | 2                     |                       | Total: 93  | Total: 93  |
| Dura V−D | 0−1     | 4−4         | 17−10       | 43−12       | 43−12   | 53−11                 | 43−12                 | 46−5                  | 50−5                  | 53−5                  | 40−6                  | 59−5                  | 47−6                  | 12−3                  | 31−6                  | 35−8                  | 30−4                  | 30−4                  | 21–3                  | 12–0                  |                       | 67 / 175   | 667 – 121  |
| Terra batuda V−D | 1−2     | 4−5         | 14−5        | 18−5        | 16−3    | 17−6                  | 12−4                  | 17−1                  | 16−4                  | 15−3                  | 14−2                  | 16−1                  | 16−2                  | 12−4                  | 11−5                  | 15−3                  | 11−1                  | 18−3                  | 14–4                  | 0–0                   |                       | 18 / 77    | 257 – 63   |
| Gespa V−D | 0−0     | 2−1         | 4−2         | 6−2         | 5−2     | 8−2                   | 6−2                   | 7−0                   | 9−3                   | 6−1                   | 7−0                   | 7−0                   | 2−1                   | 8−1                   | 11−1                  | 7−0                   | 0−0                   | 7−0                   | 7–0                   | 0–0                   |                       | 8 / 25     | 109 – 18   |
| Moqueta V−D | 1−0     | 1−1         | 5−1         | 1−0         | 0−0     | Superfície eliminada  | Superfície eliminada  | Superfície eliminada  | Superfície eliminada  | Superfície eliminada  | Superfície eliminada  | Superfície eliminada  | Superfície eliminada  | Superfície eliminada  | Superfície eliminada  | Superfície eliminada  | Superfície eliminada  | Superfície eliminada  | Superfície eliminada  | Superfície eliminada  | Superfície eliminada  | 0 / 4      | 8 – 2      |
| Total Victòries−Derrotes                                                                                                   | 2−3     | 11−11       | 40−18       | 68−19       | 64−17   | 78−19                 | 61−18                 | 70−6                  | 75−12                 | 74−9                  | 61−8                  | 82−6                  | 65−9                  | 32−8                  | 53−13                 | 57−11                 | 41−5                  | 55−7                  | 42–7                  | 12–0                  |                       | 1043 – 206 | 1043 – 206 |
| Rànquing a final d'any | 186     | 78          | 16          | 3           | 3       | 3                     | 3                     | 1                     | 1                     | 2                     | 1                     | 1                     | 2                     | 12                    | 1                     | 2                     | 1                     | 1                     | 5                     |                       |                       |            |            |
| Llegenda: G: Guanyador; F: Finalista; SF: Semifinalista; QF: Quarts de final; Q: Qualificació; A: Absent; RR: Round Robin; |         |             |             |             |         |                       |                       |                       |                       |                       |                       |                       |                       |                       |                       |                       |                       |                       |                       |                       |                       |            |            |

## Guardons
- ATP Player of the Year (5): 2011, 2012, 2014, 2015, 2018, 2020, 2021[52]
- ITF World Champion (6): 2011, 2012, 2013, 2014, 2015, 2018, 2021
- Premi Laureus al millor esportista de l'any (4): 2012, 2015, 2016, 2019
- ATP Most Improved Player of the Year (2): 2006, 2007
- ATP Comeback Player of the Year: 2018
- ESPY al millor tennista de l'any (4): 2012, 2013, 2015, 2016
- Millor esportista serbi (4): 2007, 2010, 2011, 2015
- Millor tennista masculí serbi (9): 2006, 2007, 2008, 2009, 2010, 2011, 2012, 2013, 2014